# Žáby
Žáby (Anura, syn. Salientia) jsou jedním z řádů obojživelníků. Všechny žáby jsou gonochoristi.
Národní názvy řádu žáby v minulosti: obojživci žábovití, obojživelníci bezocasí, bezocasí.

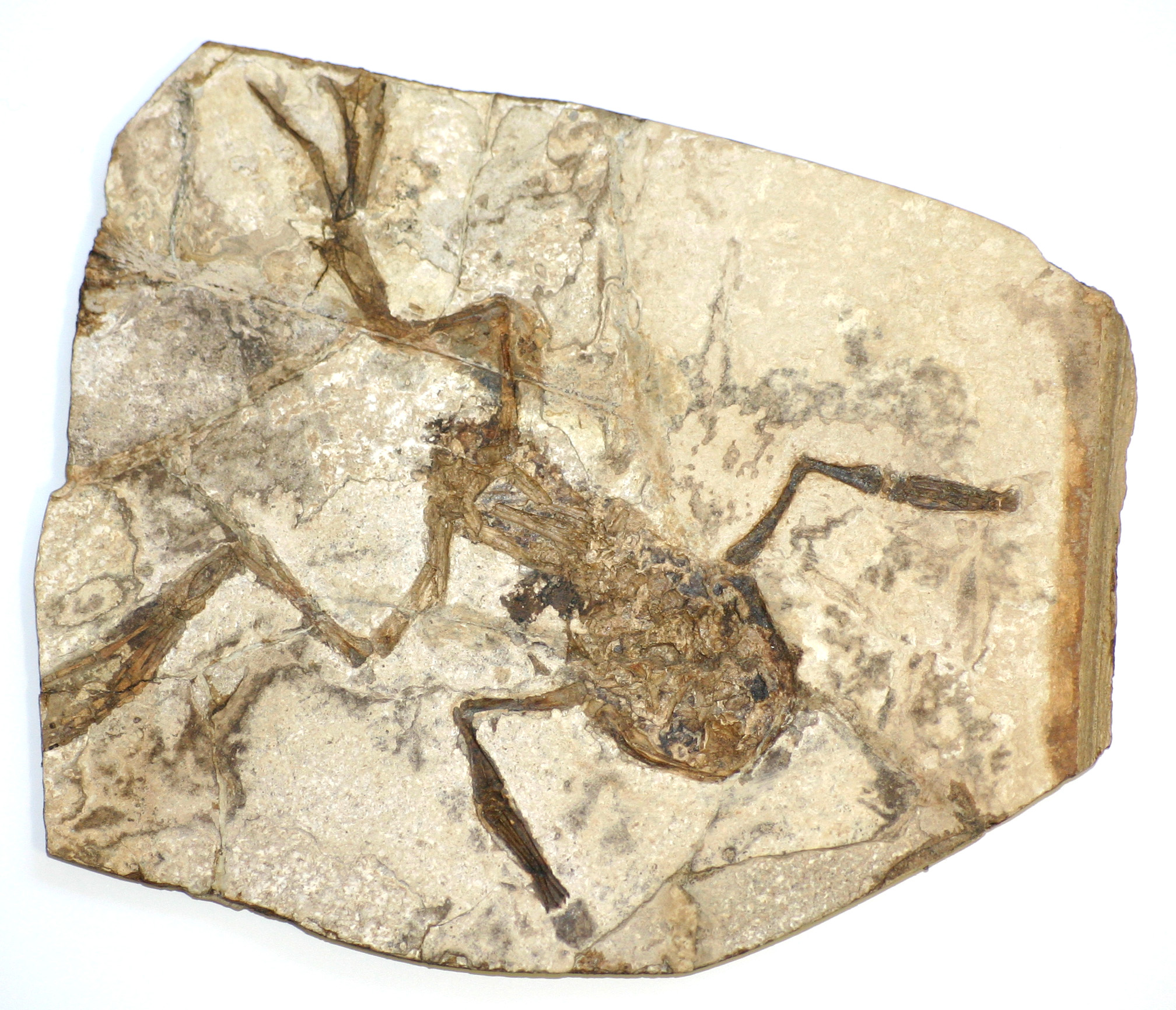
Patrně Palaeobatrachus gigas; terciér, Bechlejovice

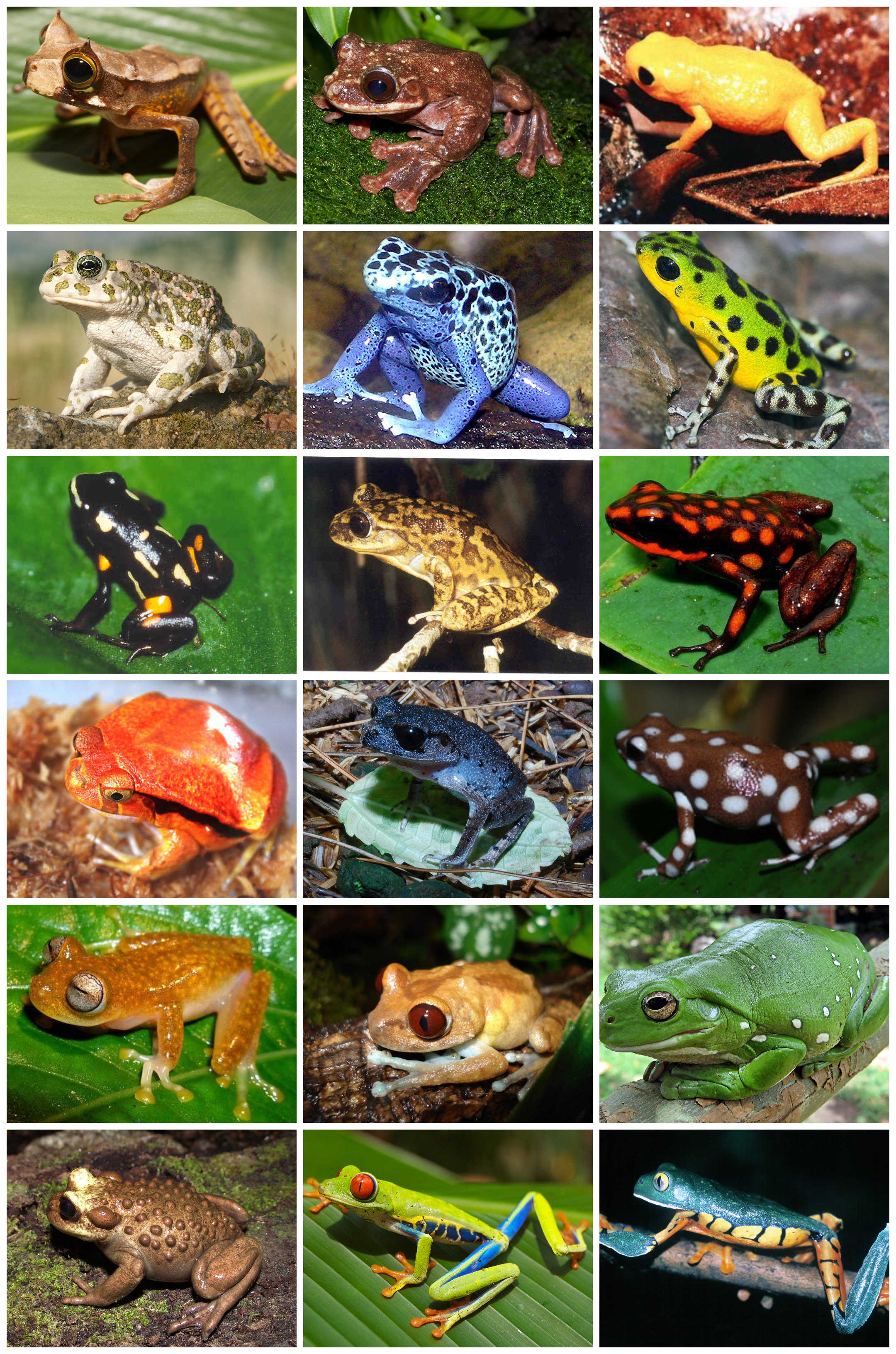
Různorodost žab

V současnosti je známo asi 2500 druhů žab. Žáby tvoří okolo 88 % obojživelníků (ocasatí 9 % a červoři 3 %).
Mezi druhy žab je značný rozdíl ve velikosti. Nejmenší žábou je parosnička z Papuy Nové Guiney Paedophryne amauensis měřící 7,7 milimetru (druhou nejmenší je ropušenka dvouprstá z Brazílie, která měří 9,6–9,8 mm) a naopak největším druhem je 40 cm dlouhý veleskokan goliáší z Kamerunu. Ještě větší byla pravěká žába rodu Beelzebufo žijící v době před 70 miliony let na Madagaskaru.
V převážné většině žáby kladou vajíčka, z nichž se líhnou larvy, pulci vázaní na vodu a dýchající žábrami. Některé druhy žab jsou živorodé. Dospělé žáby dýchají plícemi, mají je však slabě vyvinuté, a proto je výrazný podíl kožního dýchání (u některých druhů převládá). Kůže je proto tenká a vlhká, což klade vyšší nároky na vlhkost a čistotu prostředí, v němž žáby žijí. Některé druhy nejsou téměř vůbec vázány na vodu.
Žáby jsou důležitou složkou ekosystému. Živí se převážně hmyzem a jinými bezobratlými živočichy, samy jsou složkou potravy pro brodivé ptáky, kachny a jiné ptáky či pro plazy i některé savce.
Žáby i další obojživelníci jsou výbornými indikátory kvality životního prostředí.

## Evoluce
Obojživelníci podobní žábám se objevili již v mladších prvohorách, zhruba před 300 miliony let. Evoluční předchůdci žab se objevili již v nejspodnějším triasu, jak dokazuje například druh Triadobatrachus massinoti z Madagaskaru. První pravé žáby však vznikly až v druhohorách (na přelomu triasu a jury), zhruba před 210 až 190 miliony let. Možná až před 180 miliony let. Dále se pak rozvíjely v průběhu křídy (před 145 až 66 miliony let). Největší evoluční radiace žab nastala až po hromadném vymírání na konci křídy před 66 miliony roků, kdy se v krátké době objevili předkové asi 88 % současných žabích druhů. Největší známou žábou všech dob je druhohorní rod Beelzebufo z Madagaskaru. První známou tropickou žábou je exemplář objevený v jantaru z Barmy, o stáří asi 99 milionů let (počátek pozdní křídy). Nejstarší známé fosilní otisky stop pravých žab byly objeveny na území Jižní Koreje a pocházejí z období pozdní spodní křídy (asi před 115 miliony let).
V období třetihorního eocénu, kdy panovalo mnohem teplejší podnebí než dnes (doba asi před 50 miliony let), žily žáby i na území současné Antarktidy.
V průběhu evoluce ztratily žáby asi dvacetkrát zuby. Jedná se o nejvyšší počet zdokumentovaných případů evoluční ztráty dentice u tetrapodů.

## Taxonomie
Zatím bylo popsáno okolo 2500 druhů žab, které jsou (k 31. květnu 2011) rozděleny do 38 čeledí. Nejpočetnější čeledě z hlediska počtu druhů jsou skokanovití (Ranidae) se 1400 druhy a rosničkovití (Hylidae) s 901 druhy. Vědci stále objevují nové druhy, a to zejména v tropech. Například v roce 2010 bylo objeveno 205 nových druhů.
Žáby jsou řazeny do tří podřádů: Archaeobatrachia (4 čeledě primitivních žab), Mesobatrachia (6 čeledí vývojově pokročilejších žab) a Neobatrachia (28 čeledí „moderních“ žab, zdaleka největší skupina). Neobatrachia se dělí na Hyloidea a Ranoidea.

## Rozšíření
Žáby jsou rozšířeny po celém světě kromě Antarktidy a některých izolovaných ostrovů. Žijí i při severním polárním kruhu v Evropě a na Aljašce, také v jižním cípu Jižní Ameriky a Nového Zélandu. Nežijí v některých příliš suchých vyprahlých oblastech. Největší diverzity dosahují v tropech.

## Biotop
Žáby se nejčastěji vyskytují ve vlhkých oblastech poblíž vody. Některé žáby však žijí a rozmnožují se v suchých či chladných oblastech. V polopouštním až pouštním prostředí žijí některé z druhů otylek.
Žáby žijící v mírném pásu se během života vyskytují zpravidla na dvou odlišných lokalitách; první je zimoviště a druhé rozmnožovací centrum. Zimoviště je pro každý druh žáby typické. Například skokan hnědý se vyskytuje v polích, rosnička zelená v listnatých lesích. Ve strnulém stavu získávají kyslík pouze kožním dýcháním. Rozmnožovacím centrem rozumíme vodní stanoviště zaplněné stojatou nebo mírně tekoucí vodou – tůň, rybník, jezero, potok, říčka a řeka, kaluž atd.
Na život v rychle tekoucích řekách a bystřinách se adaptovala například kuňka pralesní či kuňka bornejská.

## Kostra

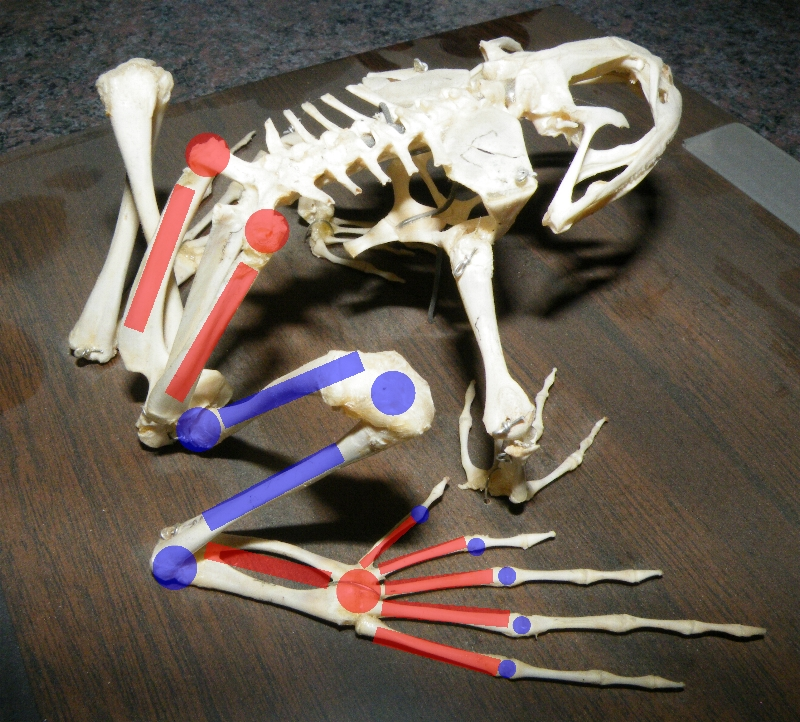
Kostra žáby

Kostra žab je převážně zkostnatělá. Strop ústní dutiny tvoří spodina mozkovny (primární patro). K jedinému krčnímu obratli je lebka připojena dvěma kloubními hrboly. Modularita lebky je obecně podobná modularitě ocasatých obojživelníků a v rámci morfologických změn procházela dlouhým evolučním vývojem. Počet obratlů je u žab velmi redukován (v bederní oblasti srůstají v tyčinkovitou kůstku, tzv. urostyl). Žebra nejsou u žab plně vyvinuta. U žab se poprvé setkáváme s dobře vyvinutou hrudní kostí. Stavba kostry končetin již odpovídá základnímu schématu stavby ostatních suchozemských obratlovců. Lopatka je u žab spojena s hrudní kostí, pánev se napojuje na páteř.

## Popis

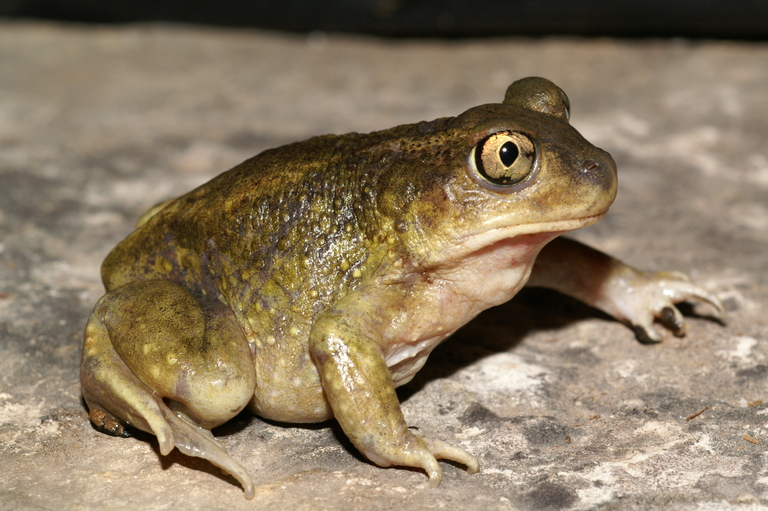
Končetiny přizpůsobené k hrabání má např. blatnice Hurterova

Charakteristická pro dospělé žáby je nepřítomnost ocasu, krátké robustní tělo a zadní skákavé nohy, které jsou hlavním zdrojem pohybu. Hlava není zřetelně oddělena od těla, krk není zúžený.
Nohy a prsty mají žáby vyvinuty podle prostředí, ve kterém žijí. Jsou přizpůsobeny k plavání nebo ke skákání (pro žáby charakteristický způsob pohybu) nebo k lezení po rostlinách (např. rosničky), případně k hrabání (Scaphiopodidae, viz též blatnicovití). Na předních nohách mají čtyři prsty, na zadních nohách pět. Plně vodní žáby (např. africké žáby drápatky) nebo částečně vodní žáby mají mezi prsty plovací blány. Žáby žijící na stromech a keřích mají na prstech přísavné disky, díky nimž se dokážou přichytit i na kluzkém svislém povrchu (přilnavost zvyšují modifikované hlenové žlázy); některé druhy mají i plovací blány. Většina žab má nohy dobře vyvinuté ke skákání.
U samců některých druhů žab se vytvářejí zvláštní epidermální útvary, tzv. pářicí mozoly, které usnadňují uchopení samice při páření, případně jim zduří a zdrsní celé předloktí.
Oči jsou více či méně vystouplé, dobře vyvinuté. Experimentálně bylo prokázáno barevné vidění. Zaostřování se děje posunem čočky jako u ryb, čočka sama při akomodaci nemění tvar. Na rozdíl od vyšších obratlovců je sítnice schopna regenerovat. Dospělé žáby mají zpravidla tři dobře vyvinutá oční víčka. Horní víčko je nepohyblivé; vrchní část spodního víčka je průhledná a vytváří tzv. mžurku (membrana nictitans). Oko je tedy uzavíráno spodním víčkem, a přestože je oko tímto víčkem překryto, žába vidí skrze jeho horní část. Víčka slouží k ochraně, čištění a vlhčení očí. Víčka nemají žáby žijící výhradně ve vodě, např. drápatka vodní a pipa americká.
Kromě toho mají žáby na temeni parietální oko, kterým vnímají vlnovou délku a intenzitu světla.
Nozdry: V nosní dutině je čichový epitel. Jako součást smyslového ústrojí se poprvé objevuje Jacobsonův orgán uložený v nosní dutině, jehož úlohou je analyzovat (očichat) objekt držený v čelistech.
Vnější ucho chybí. Funkci vnějšího ucha zastupuje střední ucho s bubínkem umístěným těsně pod kůží hlavy. Dospělé žáby mají dvě sluchové kůstky, které přenášejí vibrace do vnitřního ucha. Drobná žabka mahénka ostrovní však postrádá i střední ucho, zachováno zůstalo pouze vnitřní ucho; zvuk vnímá dutinou ústní. (Zvukové vlny zachycené tlamou putují přímo do vnitřního ucha. Napomáhá tomu i extrémně tenká přepážka mezi vnitřním uchem a dutinou ústní.) Hluchá je žába ropušenka drobná. Přesto se samci ozývají zvuky o kmitočtu okolo 5000 hertzů. Žáby mohou do značné míry kontrolovat a regulovat příjem zvuku, což zřejmě chrání sluch před vlastním hlasitým skřehotáním. Mají také schopnost směrového slyšení.
Hlasový orgán žab je tvořen hlasivkovými blanami, které se rozechvívají proháněním vzduchu mezi plícemi a ústní dutinou. Samci mnoha druhů mají navíc vychlípitelný vokální vak čili rezonátor propojený s dutinou ústní. Je umístěn buď v dutině ústní (např. rosničky a ropucha zelená), nebo párově po stranách hlavy (např. skokani). Slouží k zesílení skřehotavého volání. Vokalizace je významná při vymezování teritoria, při komunikaci s případným sexuálním partnerem, při svolávání příslušníků téhož druhu atp. Různé způsoby vokalizace navíc vytvářejí jednu z možných mezidruhových bariér, takže zabraňují hybridizaci. Protože způsob vokalizace (kmitočet, trvání, modulace aj.) je druhově specifický, lze jej využívat při určování žab.

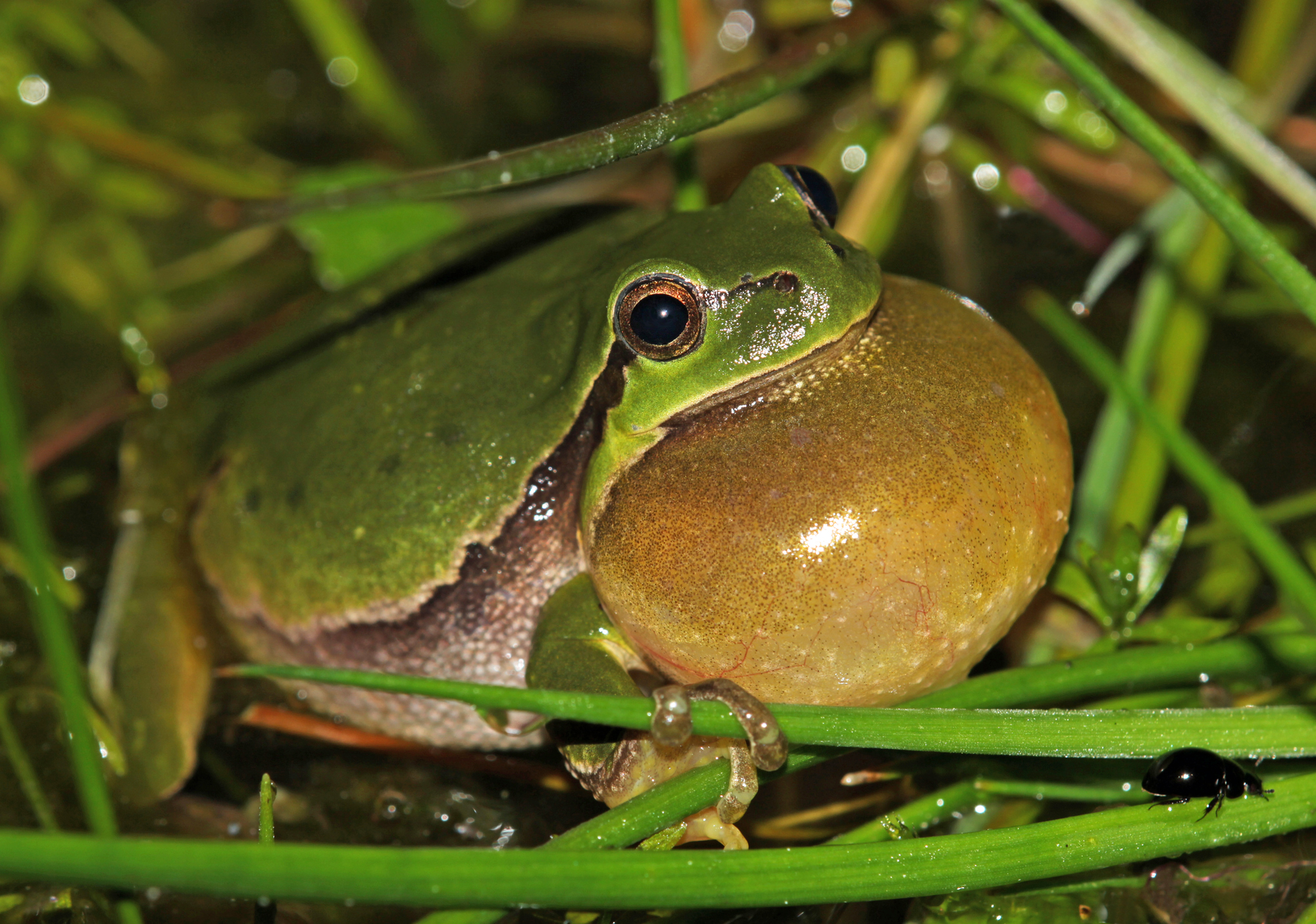
kuňkající rosnička
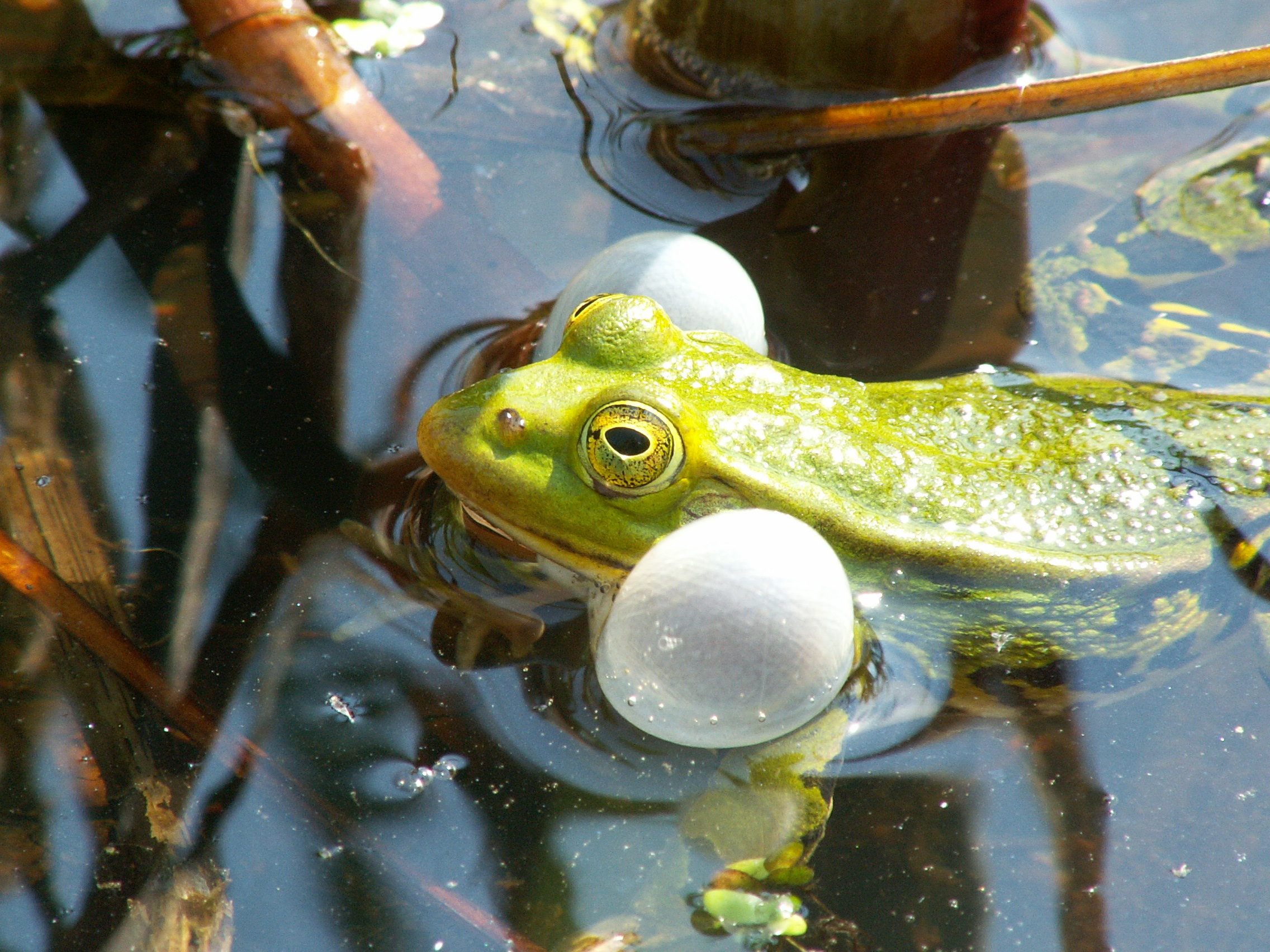
kvákající skokan
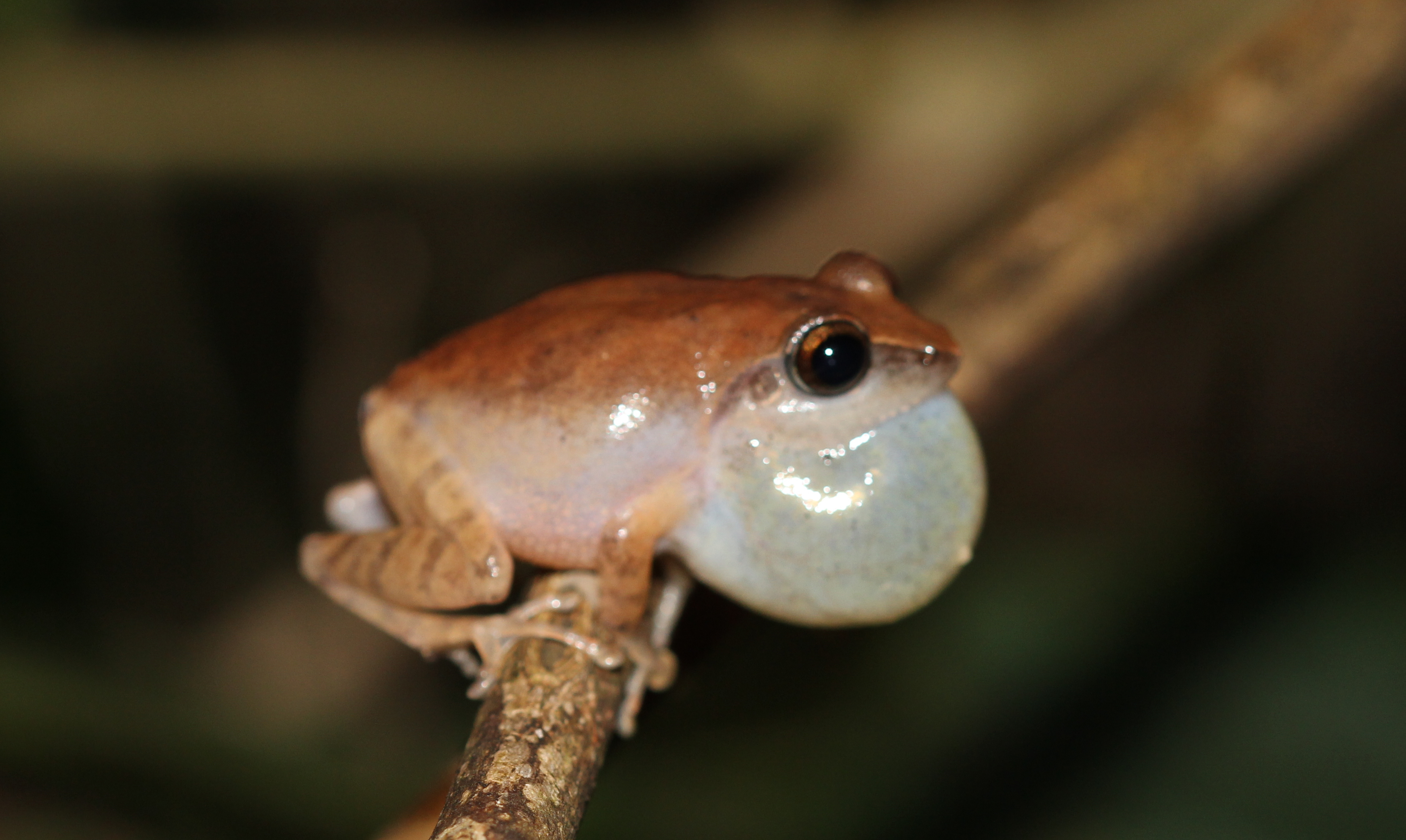
kuňkající pouchalka Pseudophilautus wynaadensis
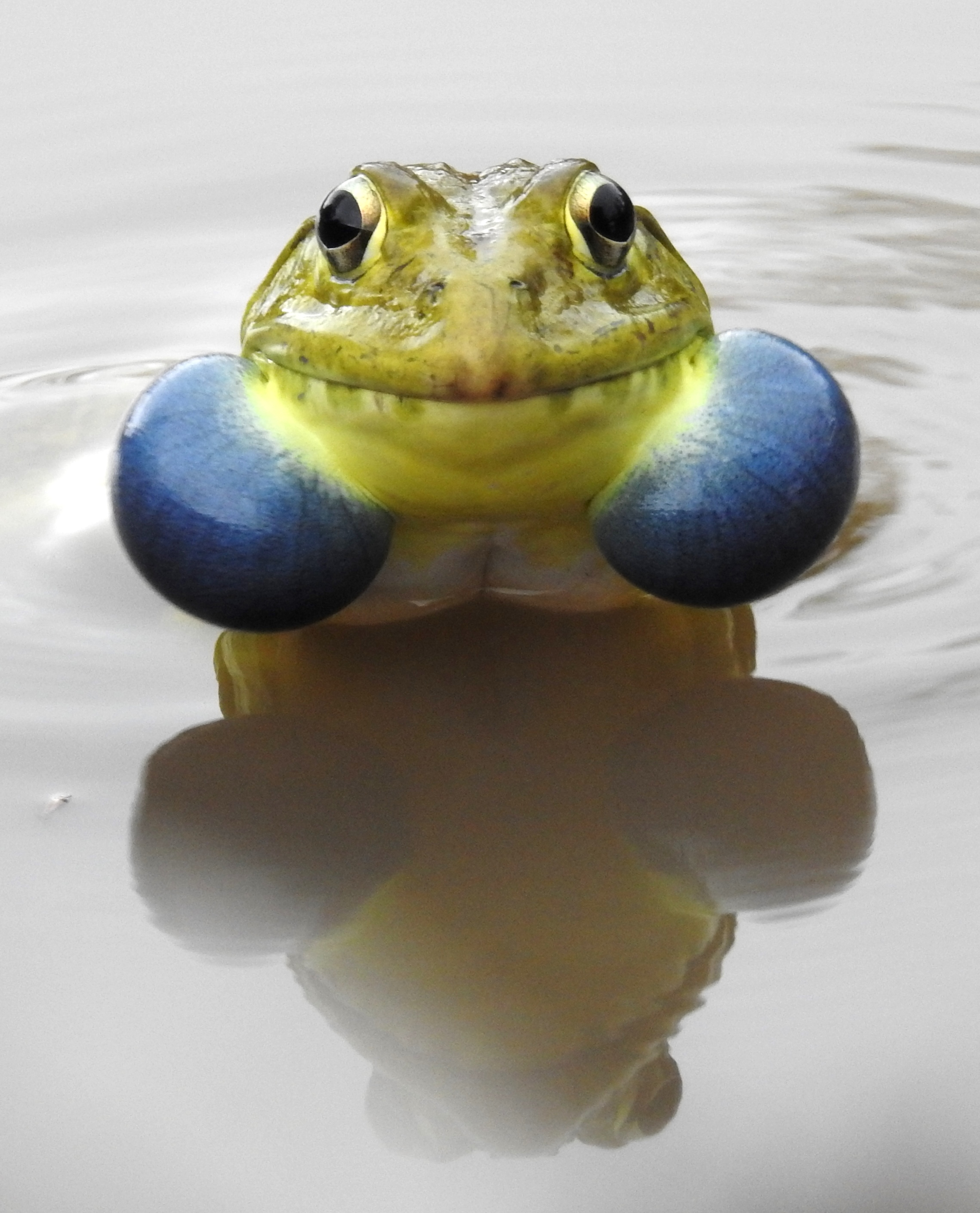
kvákající skokan tygrovitý

Samec pipy americké při námluvách namísto kvákání silně cvaká tlamou. Schopnost akusticky komunikovat postrádá ocasatka americká.
Většina druhů žab má alespoň nějaké zuby. Na okraji horní čelisti mají jamku vyplněnou malými zoubky. Až na jediný druh v dolní čelisti zuby nemají. Vakorosnička Güntherova má jako jediná žijící žába zuby v horní i dolní čelisti. Zástupci čeledi ropuchovití nemají žádné zuby. Bezzubou tlamu bez jazyka má pipa americká.
Jazyk má vyvinutý většina druhů žab. Bývá poměrně dlouhý, pokrytý hlenovými žlázami, které produkují značně lepkavé sliny. Je ohebný a žáby jej mohou vymrštit značnou rychlostí. Kuňkovití jej mají málo pohyblivý a vysunou ho z úst jen nepatrně. Kořist lapou čelistmi. (Stejně tak lape kořist ocasatka americká.) Méně pohyblivý jazyk má například rosnička zelená. Jazyk nemají pipovití; kořist loví nasátím.
Kůže je tenká, někdy hladká, jindy více či méně bradavičnatá. Kůže s bradavičkami (ropuchovití) méně vysychá. Kůže žab je propustná pro vodu (žáby nemusí pít), pro kyslík a oxid uhličitý ve vodě, proto jsou žáby velmi citlivé na složení a znečištění vody. Kůže je plná slizových žláz, které mohou být přeměněny i na žlázy jedové. Některé druhy kromě toho mají vyvinuté výrazné příušní žlázy (parotidy), které vylučují jed (např. jedové žlázy čeledi ropuchovití). Ve spodní vrstvě škáry jsou chromatofory s pigmentem. Kůže je dobře prokrvená – výrazný je podíl kožního dýchání, který u některých druhů převládá nad dýcháním plícemi.

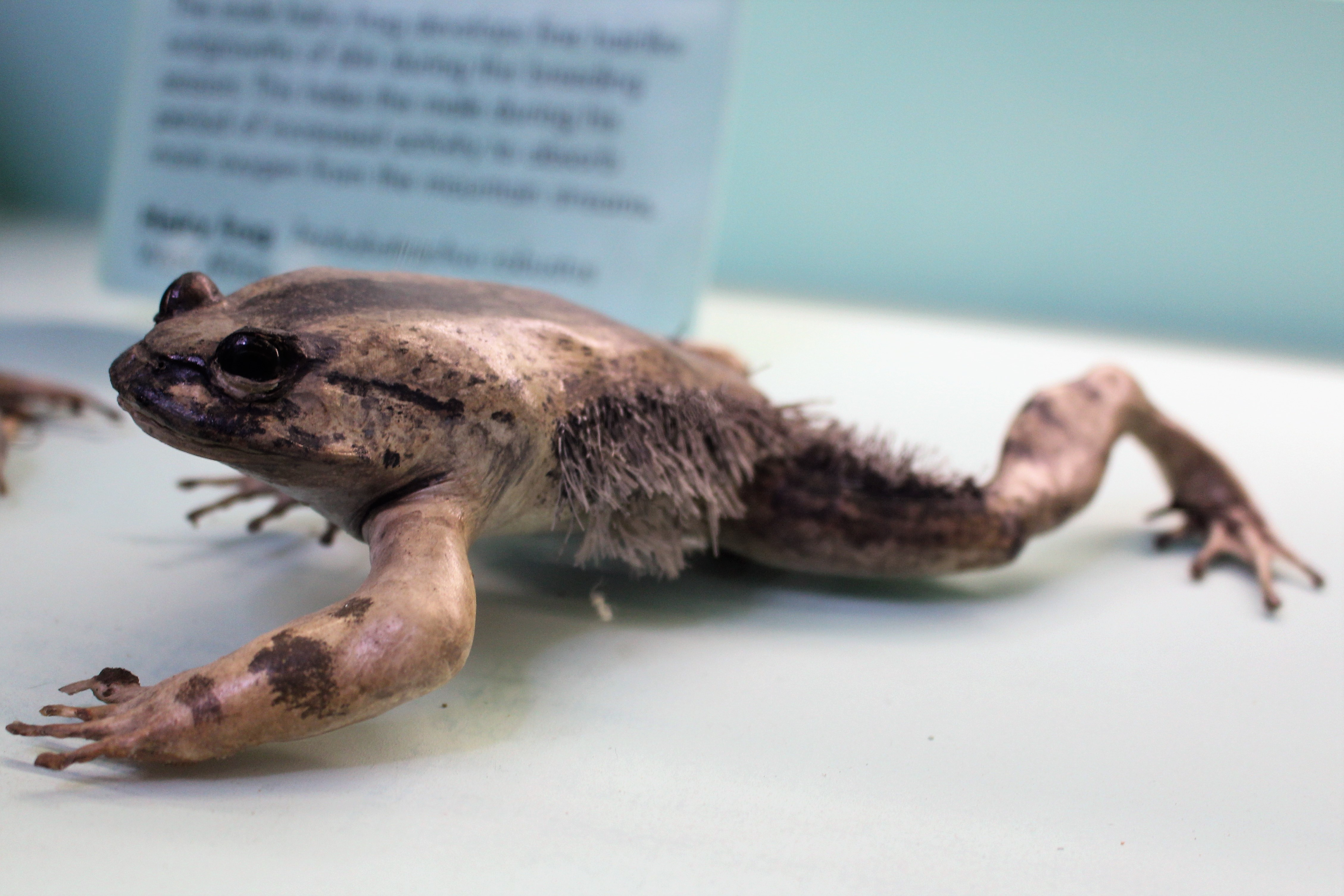
Redukované plíce má např. vlasatice třásnitá

V kůži hlavy některých druhů žab může docházet k dermální osifikaci a vzniku kostěných „výztuží“, osteodermů (jakýsi vnitřní pancíř).
Plíce jsou slabě vyvinuté. Mají je patrně všechny druhy dospělých žab. Několik druhů žab má zmenšené nebo modifikované plíce, například rody Ascaphus (ocasatka; viz např. ocasatka americká), Trichobatrachus (vlasatice; viz např. vlasatice třásnitá) a žáby rodu Telmatobius (vodnice; viz např. vodnice posvátná). Plíce kuňky bornejské jsou mikroskopické. Může to souviset s udržováním vztlaku ve vodním prostředí, jakým jsou vysoce okysličené rychle tekoucí toky, v nichž kuňka bornejská žije.

Styl plavání ropuchy obecné

## Pohyb
Po souši se žába pohybuje pomocí skoků a přískoků nebo lezením. Například ropucha častěji chodí; skáče jen při útěku před predátorem. Skoky žába provádí pomocí silných zadních nohou. Nejdelší zatím zaznamenaný skok žáby na souši je údajně pět metrů. Žába při skákání vždy zavírá oči. Ve vodním prostředí žába využívá silné zadní končetiny k plavání. Postupně je dává k sobě a odtahuje – technika je podobná technice člověka plavajícího stylem nazvaným „prsa“.

## Larva

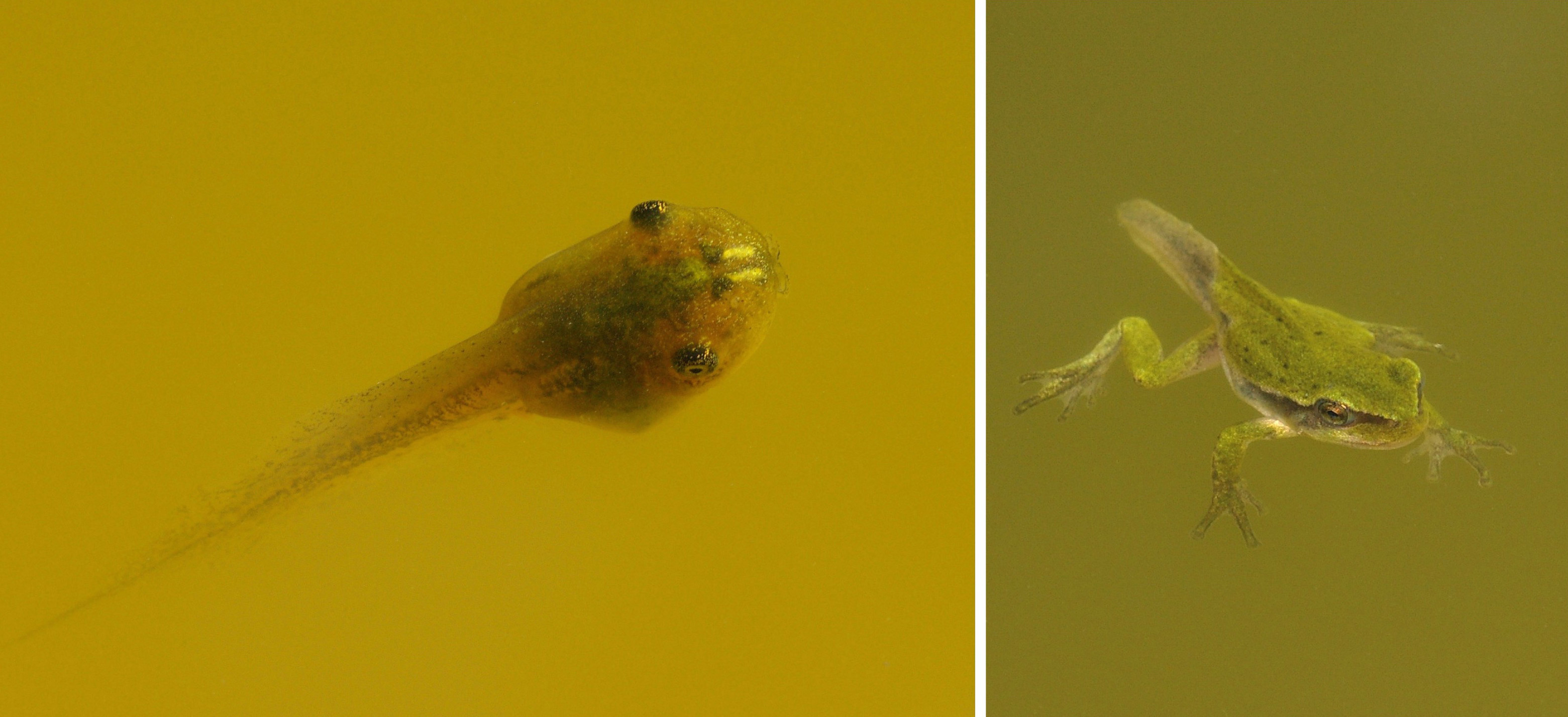
Pulci rosničky zelené ve dvou fázích vývoje; severní Dolní Sasko 2008

Larvou žáby je pulec s kulovitým tělem. Na rozdíl od dospělé žáby má dlouhý, bočně zploštělý ocas, který se však při proměně (metamorfóze) v dospělce vstřebává do těla. Ocas slouží k pohybu.
Po vylíhnutí z vajíčka je pulec zpravidla vyživován ze žloutkového váčku na břišní straně těla. Dýchacím orgánem jsou zprvu dočasné (vnější), poté vnitřní žábry, které slouží ke získávání kyslíku z vody a výdeji oxidu uhličitého. Některé druhy dočasné žábry nemají. Ústní disk je různého tvaru.
Pulci žijící v rychle tekoucím toku mají ústní disk přeměněný v širokou přísavku, která jim umožňuje přidržovat se v proudu na kamenech a větvích.
Změny během metamorfózy:
- vytvoření párových končetin
- resorbce ocasu (uplatňuje se apoptóza)
- ztráta ústních epiteliálních lišt
- částečná přestavba kůže a krevního oběhu (přechod na dýchání plícemi)
- přestavba lebky a posun čelistí
- změna trávicí soustavy
- přechod od vylučování amoniaku k vylučování močoviny
- zahájení tvorby hemoglobinu dospělce.

U pulců je zachován proudový orgán, kterým živočich vnímá pohyb vody (vlnění). Uplatňuje se při udržování rovnováhy a postoje. Postranní čára je zachována také u některých dospělců z čeledi pipovití. Žáby jsou jediní čtyřnožci, u kterých je orgán vyvinut.
Průběh metamorfózy je ovlivněn hlavně hormonem štítné žlázy. Proměna pulce v dospělou žábu trvá zpravidla od několika dnů po několik týdnů. (Pulec listovnice červenooké dokáže zkrátit týdenní inkubační dobu o tři dny.) Pulci žab žijících v chladných krajinách nebo ve vyšších polohách mohou přezimovat a v žábu se proměnit až v následujícím roce.
Pulci se živí živí řasami (rozsivkami, spájivkami), planktonem, nálevníky aj. a přijímají minerály z vody a z bahna. Možný je i kanibalismus.
Pedomorfóza se u žab nevyskytuje, přestože některé druhy jsou trvale vázané na vodu.

## Rozmnožování

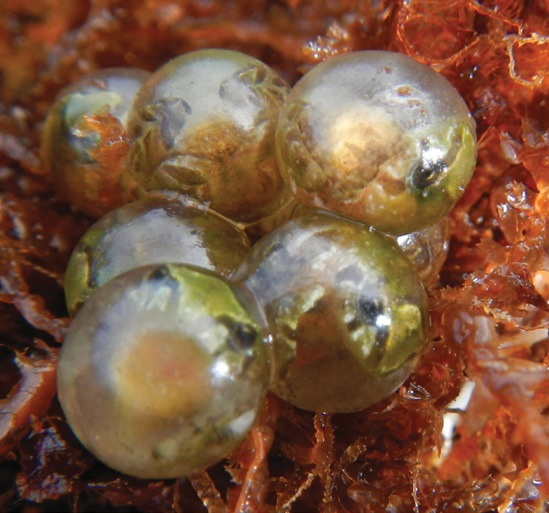
Vajíčka žáby Phrynopus curator s přímým vývojem; ve vajíčkách jsou patrné malé žabky

Při namlouvání přichází ke slovu především zvuk (někdy infrazvuk, ultrazvuk), také feromony, někdy gesta, dotyk.
V přírodních populacích některých skokanů včetně skokana hnědého byli zjištěni intersexuální nebo hermafroditičtí jedinci.
Některé druhy se rozmnožují nárazově, explozivně – v obrovském počtu se shromáždí na malém území, najdou partnery a páří se po dobu, která nepřesáhne jeden týden. Samci jiných druhů sedí u vodní nádrže a kvákáním lákají samice po dobu až několika měsíců.
- Převážná většina žab jsou druhy vejcorodé s nepřímým vývojem (tzn. že z vajíčka se vyvine pulec).
- Zcela výjimečné jsou druhy, jejichž samičce zůstávají vajíčka zadržená ve vejcovodech. V takovém případě dochází k:
  - vejcoživorodosti (ovoviviparie); vajíčka se vyvíjejí v těle matky, dospělé žabky se líhnou těsně před porodem, během něho nebo vzápětí. Tímto způsobem matka potomky chrání; vejcoživorodost je vlastně formou péče o potomstvo (např. antilské bezblanky rodu Eleutherodactylus);
  - živorodosti (viviparie).[24]
- Výjimečné jsou také druhy s přímým vývojem (tzn. že z nakladeného vajíčka se vyvine dospělá žabka, nikoli pulec, např. bezblanka koki, otylky).
- Naprostá většina žab má vnější oplození vajíček.[28]
- K vnitřnímu oplození vajíček dochází výhradně u ocasatek (ocasatka americká a ocasatka Ascaphus montanus).

Při rozmnožování zpravidla samečci používají zvláštní úchop, amplexus (viz níže), při němž se pevně drží samičky, aby dosáhli optimální souhry při kladení a oplozování vajíček. Samcům některých druhů se na končetinách vytvářejí pářicí mozoly, zvláštní epidermální útvary, které usnadňují úchop a vytrvání v amplexu; jiným zduří a zdrsní celé předloktí. Přilnavost pářicích mozolů zvyšují modifikované hlenové žlázy.
Samičky žab zpravidla kladou vajíčka a samečci je hned oplozují spermiemi (vnější oplození). Z vajíček se líhnou larvy – pulci – nebo u druhů s přímým vývojem žabky.
Některé druhy kladou vajíčka do vodních nádrží a nádržek se stojatou vodou (rybník, jezero, tůň, periodická tůň, mokřad, kaluž…), některé druhy do tekoucí vody (bystřina čili krátký vodní tok s velkým spádem, potok, říčka a řeka). Řada druhů klade vajíčka do malých periodických vodních nádržek (tzv. fytotelma), které vznikají v listových pochvách epifytů, například bromélií v různé výšce nad zemí. Další druhy kladou vajíčka do vlhkého místa v půdě, resp. do mechu, na mokré listy atp. Některé druhy vytvářejí pro vajíčka pěnová hnízda nad vodou (např. pěnovnice jižní).
Asijská žabka pouchalka Eiffingerova klade vajíčka do pařezů, stromových dutin a zlomených bambusů vyplněných dešťovou vodou. Naklade je těsně nad vodní hladinu a vylíhlí pulci sklouznou do vody a během 45–60 dní dokončí vývoj.
Kopecký uvádí, že u 50 % čeledí se v rámci péče o potomstvo vyvinula péče o vajíčka.

#### Amplexus

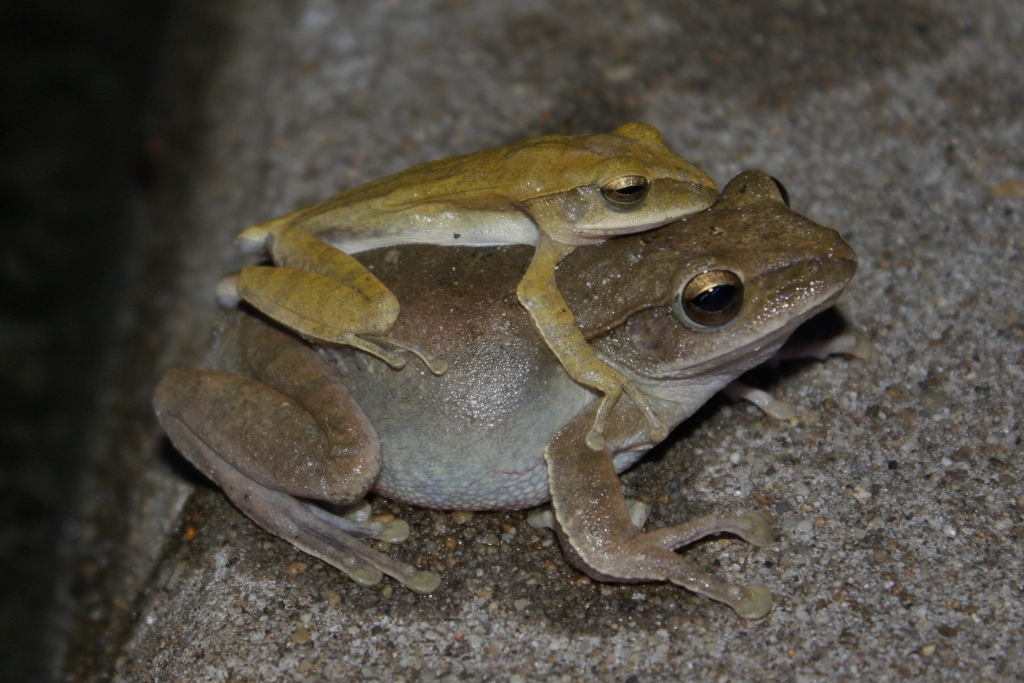
Létavka velkohlavá v amplexu

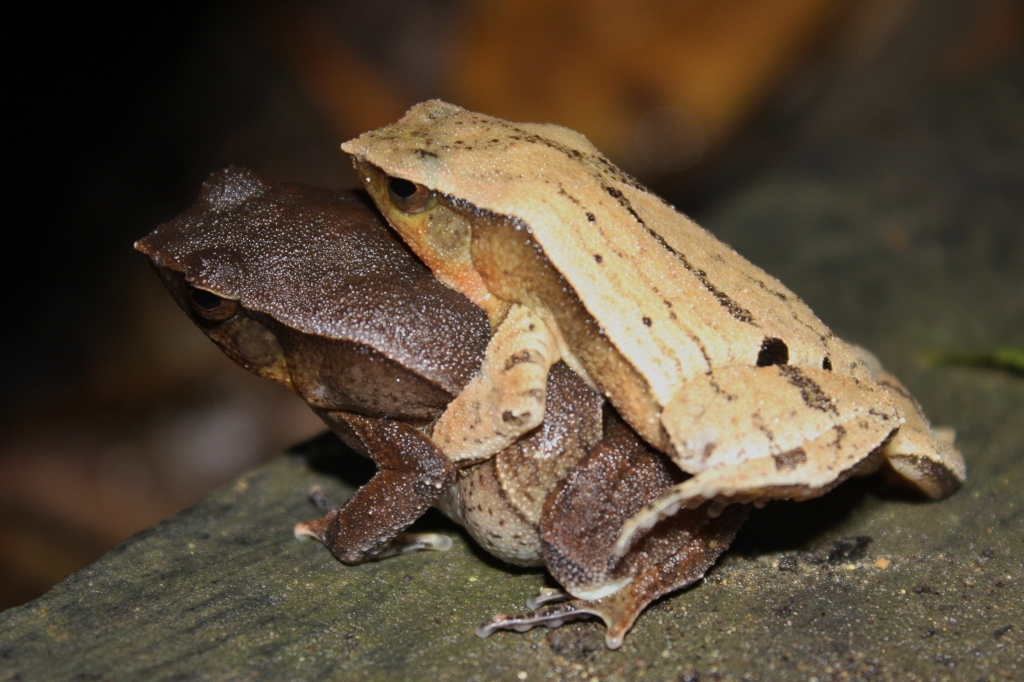
Parosnička indonéská v amplexu

Amplexus trvá až několik hodin a stimuluje ovulaci. Okolní teplota může čas strávený v amplexu významně ovlivnit, protože životní funkce obojživelníků jsou za vyšších teplot rychlejší.
Párový amplexus umožňuje využít při reprodukci dokonaleji pachovou a dotykovou komunikaci a synchronizuje dýchání obou žab, čímž je vlastní akt méně narušován. Samci rosničky štěkavé (Dryophytes gratiosus) zůstávají při volání v klidu, dokud samice nezahájí amplexus šťouchnutím samce.
Typů amplexu je více, do roku 2021 jich bylo popsáno deset. U žab žijících v ČR se lze setkat se dvěma způsoby úchopu. Pro evolučně původnější skupiny, k nimž patří i kuňky a blatnice, je typické, že sameček při páření drží samičku v oblasti beder (inguinální amplexus). Odvozenější skupiny, jako jsou rosničky, ropuchy a skokani, drží sameček samičku v podpaží (axilární amplexus). Přesto je zdokumentován axilární amplexus kuňky žlutobřiché. Z žab žijících výhradně mimo území ČR mají inguinální amplexus ocasatky, axilární amplexus hvízdalky, pralesničky a létavky. Amplexus cefalický (naznačený, angl. též virtual) mají pralesničky a někteří mantelovití (např. mantela zlatá).
U pablatnice Leptobrachella laui vědecky popsané v roce 2014 byl zjištěn obrácený amplex (samička uchopuje samečka, a to před jeho zadními končetinami).
Při nezávislém amplexu se jednotlivá pohlaví vůbec nedotýkají (některé druhy čeledí Aromobatidae, Dendrobatidae (pralesničkovití), Dicroglossidae a Nyctibatrachidae).

### Péče o potomstvo

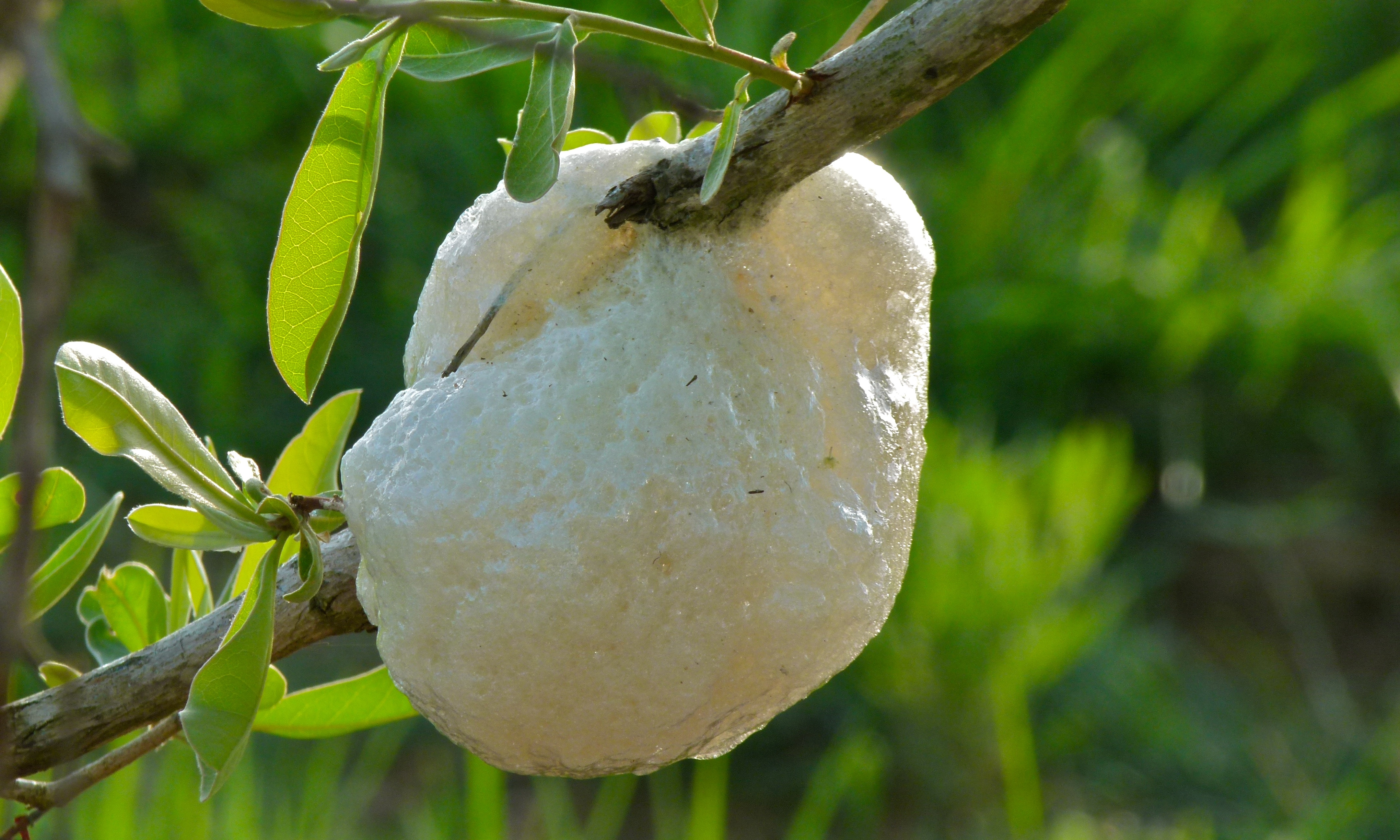
Pěnové hnízdo létavky pěnovnice jižní (Chiromantis xerampelina)

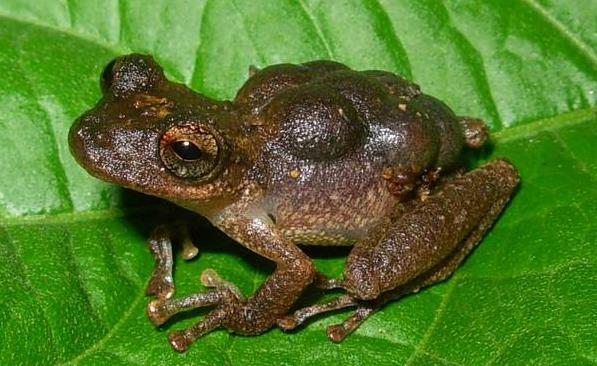
Žabka chůvnička malá (Flectonotus pygmaeus) nosí vajíčka pod kůží na hřbetě

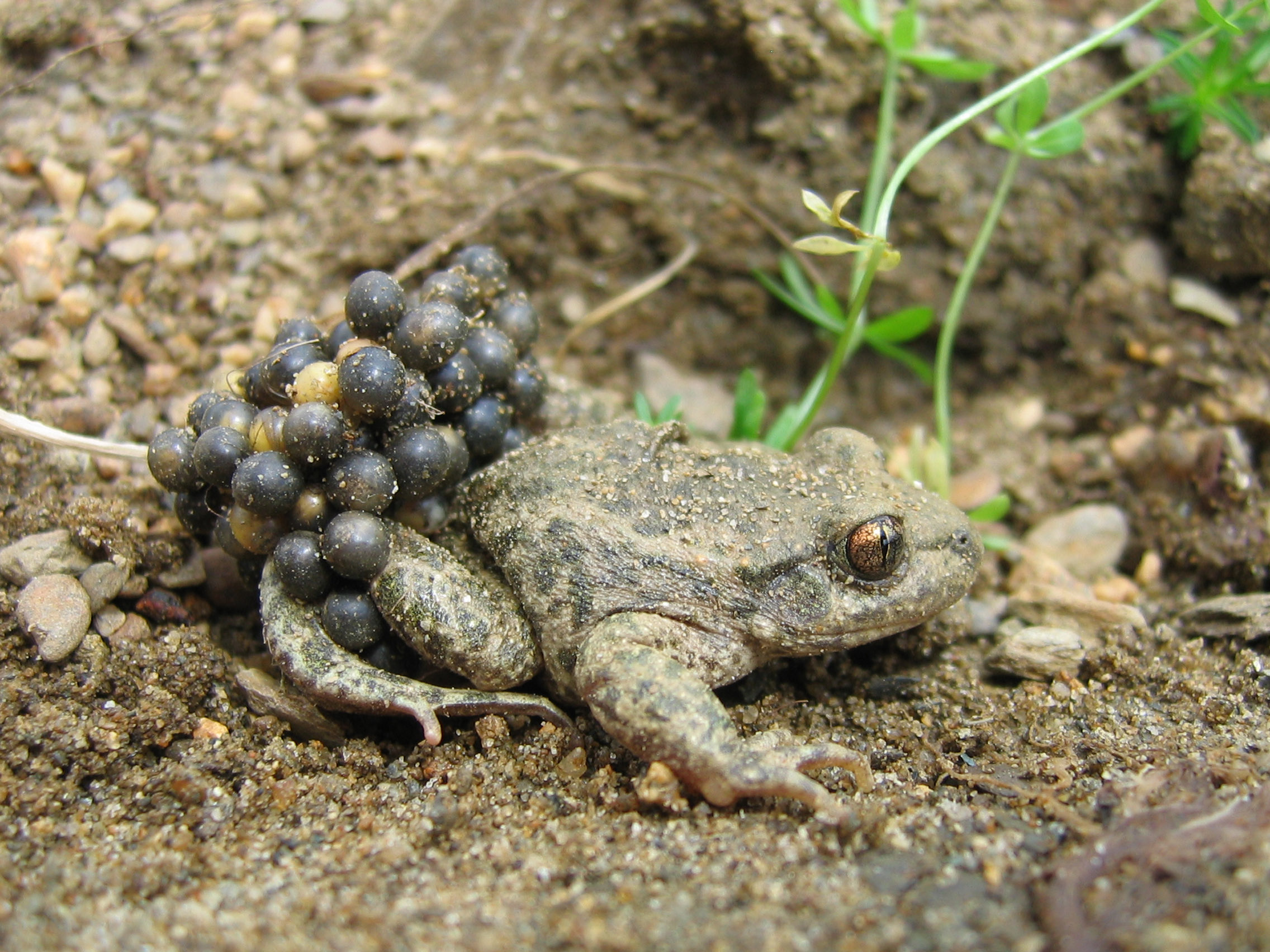
Sameček rupušky starostlivé s vejci; Pyrénées-Orientales 2007

Pokud je péče o potomstvo vyvinuta, pečuje o ně buď matka, nebo otec, zcela vzácně oba (biparetální péče). Žáby se po spáření v převážné většině o potomstvo nestarají. Ovšem u některých druhů se vyvinula zajímavá péče o potomstvo. Příkladem byla tlamorodka zázračná (Rheobatrachus silus), která však byla v přírodě viděna naposledy v roce 1981, a tlamorodka větší (Rheobatrachus vitellinus) viděná naposledy v roce 1985. Samice polykala oplozená vajíčka, která se 6–7 týdnů vyvíjela v jejím žaludku. Během uvedené doby samice nepříjmala potravu a neprodukuovala kyselinu chlorovodíkovou ani trávicí enzymy. Pulci neměli ústa a trávili pouze ze žloutkového vaku na břiše. Porod probíhal na vodní hladině tak, že tlamorodka stahem boků postupně vytlačovala malé žabky do tlamy, kterou držela otevřenou, dokud mláďata nevylezla ven. (Fotografie viz Externí odkazy.)
Další příklady péče o potomstvo:
- Sameček výše zmíněné pouchalky Eiffingerovy se zdržuje poblíž nakladených vajec, aby je chránil, a samička krmí pulce neoplozenými vajíčky, která klade do vody.
- Samička hrabatky drsné se po nakladení 2000–4000 vajíček vzdálí. Sameček je hned oplodní a poté je hlídá. O pulce, kteří se líhnou již po 20 hodinách, samec pečuje. Stará se, aby byli v bezpečí a měli dostatek potravy (navádí je do míst s potravou). Pokud jezírko vysychá nebo se v něm rostoucí pulci začnou tísnit, sameček zadníma nohama vyhrabe kanál do vodnatějšího místa nebo většího jezírka, aby se pulci mohli vyvíjet dál. Také útočí na potenciální predátory (kráva, člověk…).[33][34]
- Samička ryze vodní pipy americké má dlouhé kladélko ohnuté na hřbet. Při páření samec hned po oplození vtlačuje vajíčka do zduřelé žláznaté hřbetní kůže samičky, čímž vzniknou komůrky posléze překryté poloprůhledným víčkem. Vajíčka uzavřená v kůži projdou přímým vývojem (bez stadia pulce) a do vody se uvolní zcela vyvinuté miniaturní žabky. Stejná strategie se pravděpodobně týká i málo známé pipy drobné (Pipa snethlageae).[24]
- Pět rodů z čeledi vakorosničkovitých (Hemipractidae) spojuje zvláštní způsob péče o potomstvo. Přibližně šedesát druhů rodu vakorosnička (Gastrotheca) má podkožní hřbetní vak, v němž se vyvíjejí vejce a později pulci. Sameček oplodněná vajíčka dostrká předními končetinami ze samiččina zadečku do výše umístěného vaku. Kůže vaku je uvnitř tenká, takže vajíčka jsou zásobena kyslíkem z matčiny krve.[26][35]
- Jiné druhy rodu vakorosnička kladou vajíčka do pralesní vrstvy spadaného listí; snůšku hlídá sameček. Vlhkost udržovaná vrstvou listí stačí k dokončení vývoje vajíček, ale nestačí k vývoji vylíhlých pulců. Proto je sameček posbírá do dvojice vaků umístěných na břiše. Tam po několika týdnech dokončí vývoj a žabky vak opustí. Pulců bývá hodně a pokud se někteří do vaků nevejdou, zpravidla uhynou.[35]
- Samec chilské nosatky Darwinovy sbírá vejce tlamou a vývoj potomstva až do proměny probíhá v jeho zvětšeném hrdelním rezonátoru.[26]
- Samička pralesničky drobné klade vlastním pulcům do vody další vajíčka, neoplozená, jako potravu („krmná vajíčka“).[26]
- Kriticky ohrožená silně jedovatá pralesnička strašná klade vajíčka na zem, do vlhkého prostředí pod listím. Vyklubaní pulci se zanoří do slizu na zádech rodičů a ti je odnášejí na strom, do vody nahromaděné v broméliích. Pulci se živí řasami, larvami komárů a pokud je třeba, matka je dokrmuje neoplodněnými vajíčky. Žabky jsou rodiči dovedeny ke skupině, ve které jeden z rodičů žil. Do doby pohlavní dospělosti zůstávají v blízkosti matky.
- Sameček jiného druhu pralesničky odnáší oplodněná vajíčka do vody v nálevkách bromélií (viz Externí odkazy, pralesnička strašná).
- Sameček rupušky starostlivé si namotá na horní část zadních nohou šňůrku vajíček, pravidelně ji chodí namáčet, dokud se při namočení nezačnou ve vodě líhnout pulci.

## Potrava a její přijímání

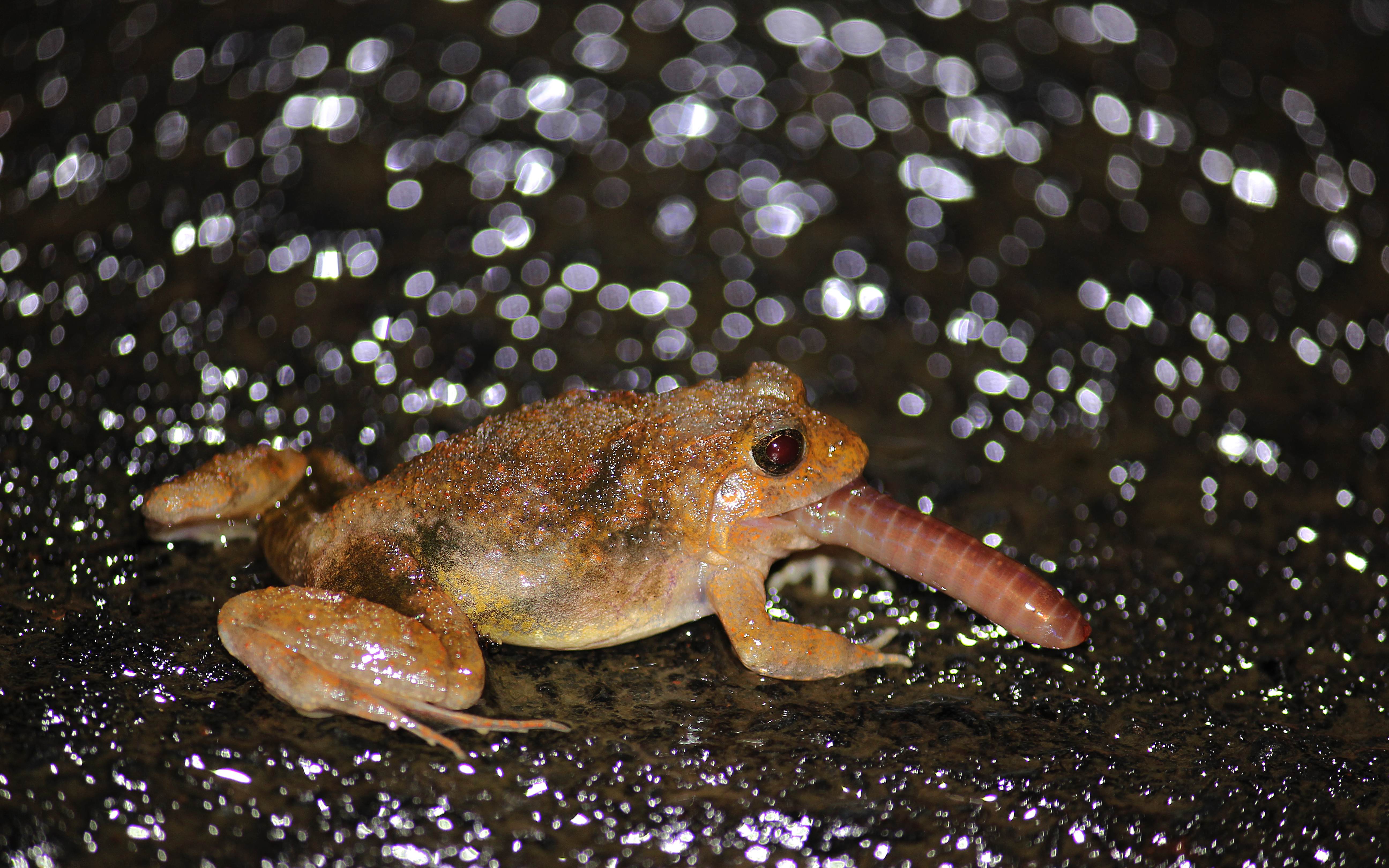
Skokan rodu tomopterna požírající žížalu; Amboli, Indie

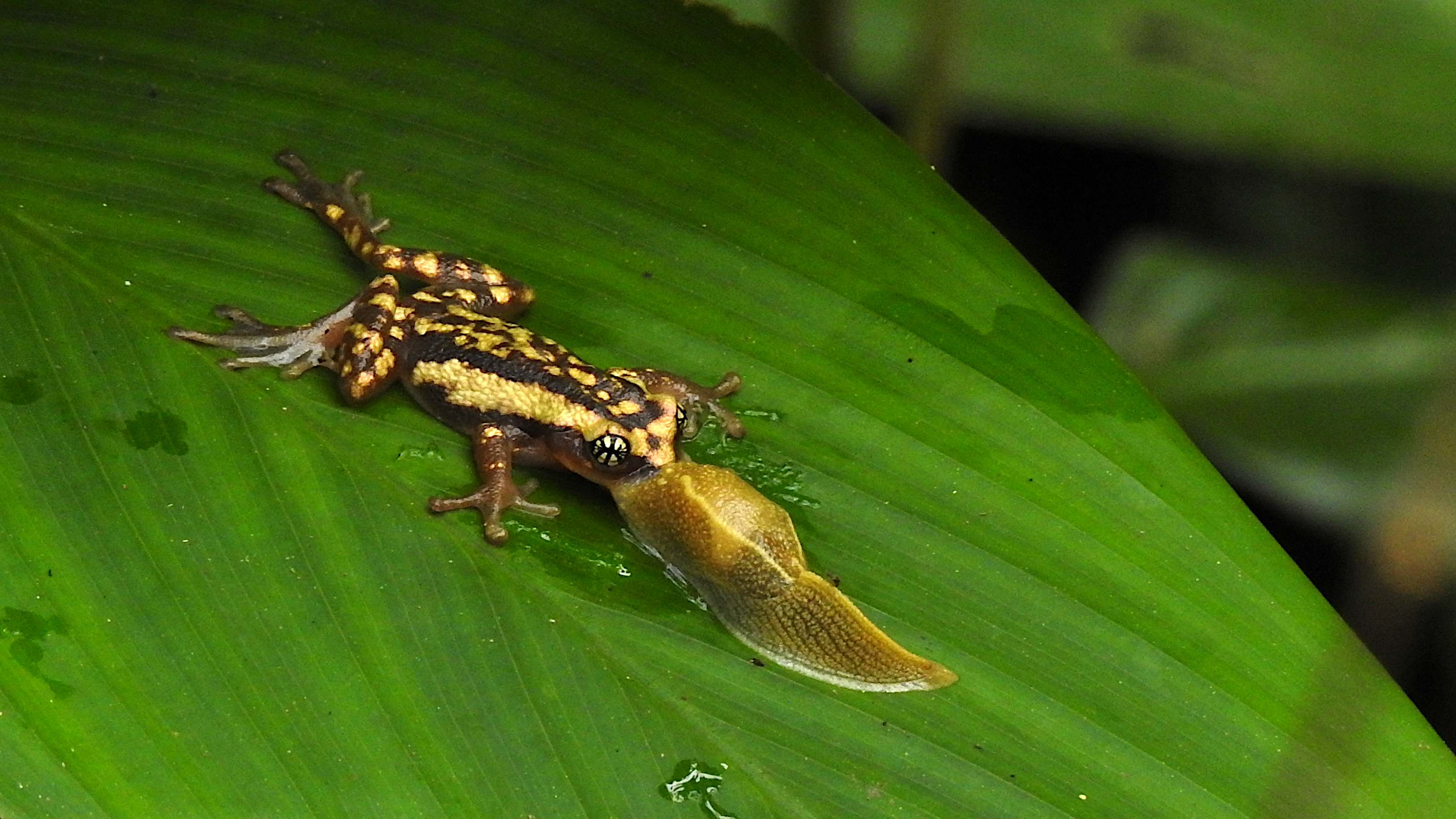
Raorchestes ochlandrae (pouchalka) požírající plže; deštný prales, Indie

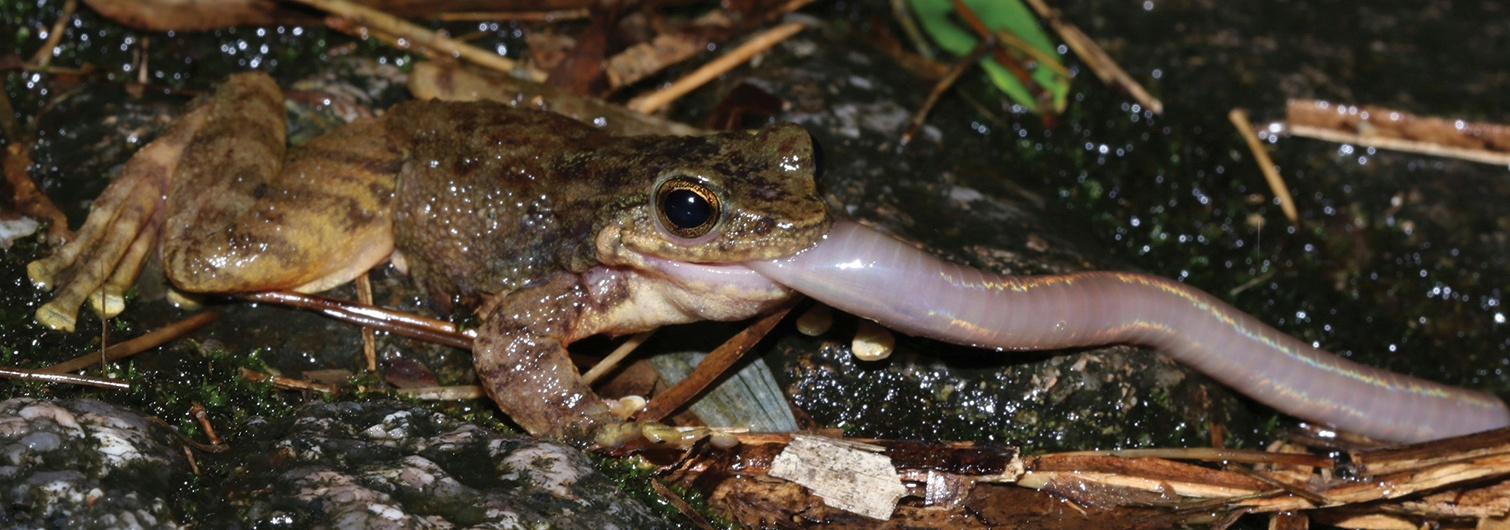
Skokan Amolops sinensis požírající žížalu

Dospělé žáby se živí živočišnou potravou. Požírají hmyz a jeho larvy (např. housenky), další bezobratlé živočichy (žížaly, plže, pavouky a některé jiné pavoukovce, stonožky, mnohonožky aj.). Některé větší druhy se živí i malými obratlovci (malé žabky, čerstvě vylíhlí plazi, mláďata hlodavců).
Mikula uvádí, že 14 druhů žab bylo pozorováno při požírání netopýrů. Predovaných bylo 16 druhů netopýrů. Převážně to bylo v tropickém nebo subtropickém pásu Ameriky.
Většina žab potravu loví dlouhým lepkavým jazykem, který vymrští po oběti. Jednou z výjimek je čeleď vodních žab pipovitých, které nemají jazyk a potravu (vodní bezobratlé a malé rybky) loví nasátím do tlamy. Jazyk nemá vyvinutý také například ocasatka americká, která potravu lape čelistmi. Přímo čelistmi uchvacují kořist také kuňky, které mají jazyk málo pohyblivý a mohou jej vysunout z úst jen nepatrně.
Při přijímání potravy žáby mrkají, protože polykání napomáhá pohyb vznikající při zatahování očních bulev.
Žáby jsou schopny vydržet bez potravy extrémně dlouhou dobu, v některých případech až 16 měsíců. Africká hrabatka drsná může být v zemi zahrabána i několik let a nepřijímat potravu.

## Predace a ochrana před ní
Predátory dospělých žab a pulců jsou ptáci z řádu brodiví a pelikáni, z čeledi chřástalovití a krkavcovití, některé kachny, draví ptáci, dále plazi, ryby (především dravé) a někteří savci, například kuna, norek, prase divoké, tchoř, vydra, psovitá šelma (v ČR invazní druh) Nyctereutes procyonoides (mývalovec kuní neboli psík mývalovitý) včetně člověka, který žáby pojídá. Z dravých ptáků příležitostně loví žáby i některé sovy. Loví je také některé druhy netopýrů, například listonos žábožravý (Trachops cirrhosus).
Vydry loví nejčastěji skokany a ropuchy, přičemž ropuchu nejprve stáhnou z kůže, která obsahuje jedové žlázky, a teprve poté ji pozřou. Většina přirozených predátorů žab však ropuchovité neloví.

### Obrana proti predátorům

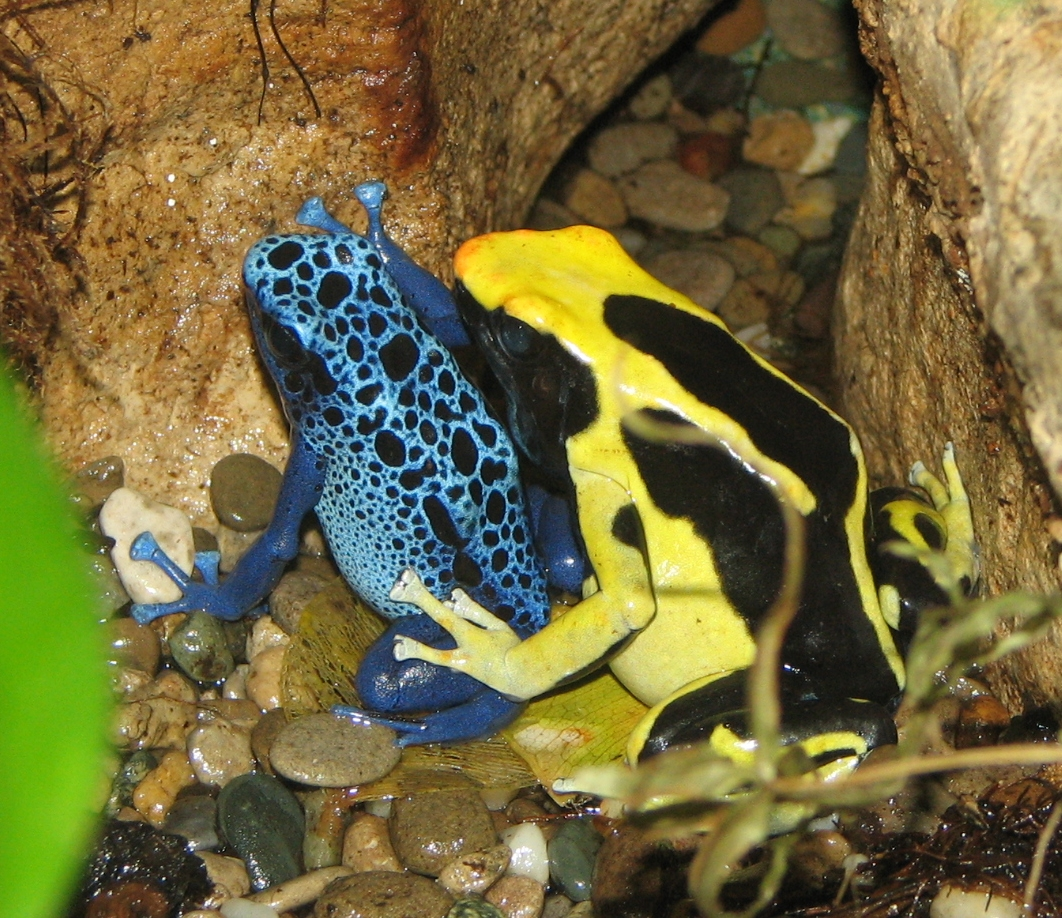
Pestrým zbarvením upozorňují pralesničky, že jsou jedovaté

- Některé druhy žab vylučují z kůže mírný jed. Všechny druhy ropuch k tomu navíc mají za očima jedové žlázy. Také žáby z čeledi pralesničkovitých (tzv. šípové žáby) mají v kůži jed a domorodí obyvatelé Jižní Ameriky do jedu namáčejí šípy k lovu zvěře. Žáby nezřídka upozorňují na jedovatost pestrým zbarvením. Jiné druhy nejsou jedovaté, nicméně barevností napodobují jedovatý druh, a tím predátory odrazují (batesovské mimikry).
- Opačným způsobem obrany je maskování, tzv. krypse – pak jsou žáby zbarvené tak, aby co nejlépe splynuly s prostředím, ve kterém žijí (např. zelené až hnědé rosničky). Maskování spočívá i ve tvaru těla – výrostky na hlavě mohou připomínat list.
  - drsnokožka kornatá má zvláštně zrnitou kůži, která vypadá jako kůra stromu, což jí umožňuje maskovat se; při ohrožení se navíc ozývá ostrým a hlasitým zvukem.[40]
- Jiné žáby využívají obranné jednání; při ohrožení se například vztyčují a nafukují, aby působily větší a zastrašily predátora nebo aby se mu nevešly do tlamy či do zobáku. To je typické zejména pro ropuchy. Kuňky se prohýbají do písmene U a odhalují tak výstražné zbarvení na břišní straně těla.
- Nepřátele mohou odrazovat také aromatické vlastnosti kůže.[41]
- K ochraně před predátory využívá parosnička pavoučí (Chiasmocleis ventrimaculata) mnohem větší tarantule (mutualismus).[42]

Predátoři; ochrana žab

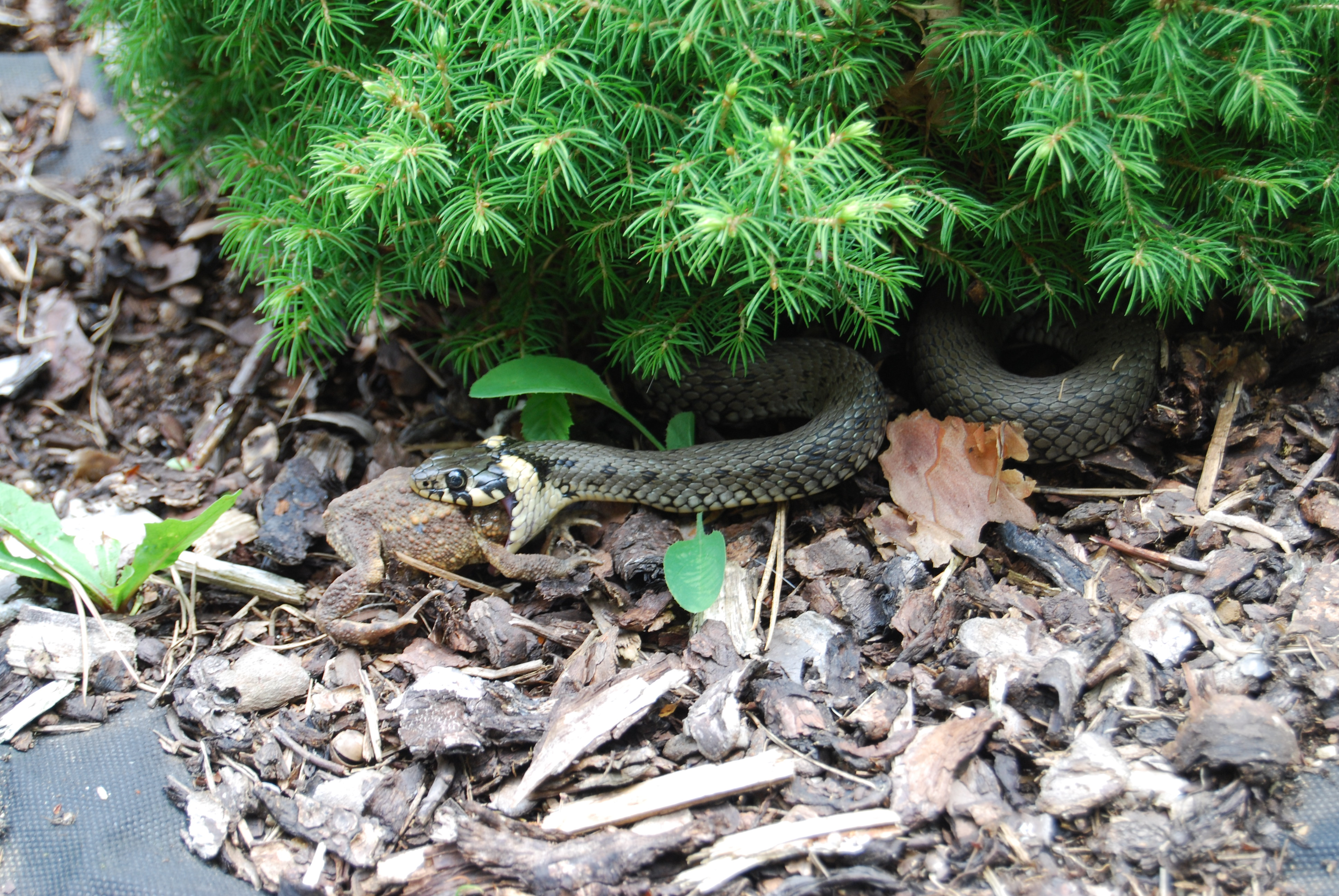
ropucha obecná požíraná užovkou obojkovou; okres Písek
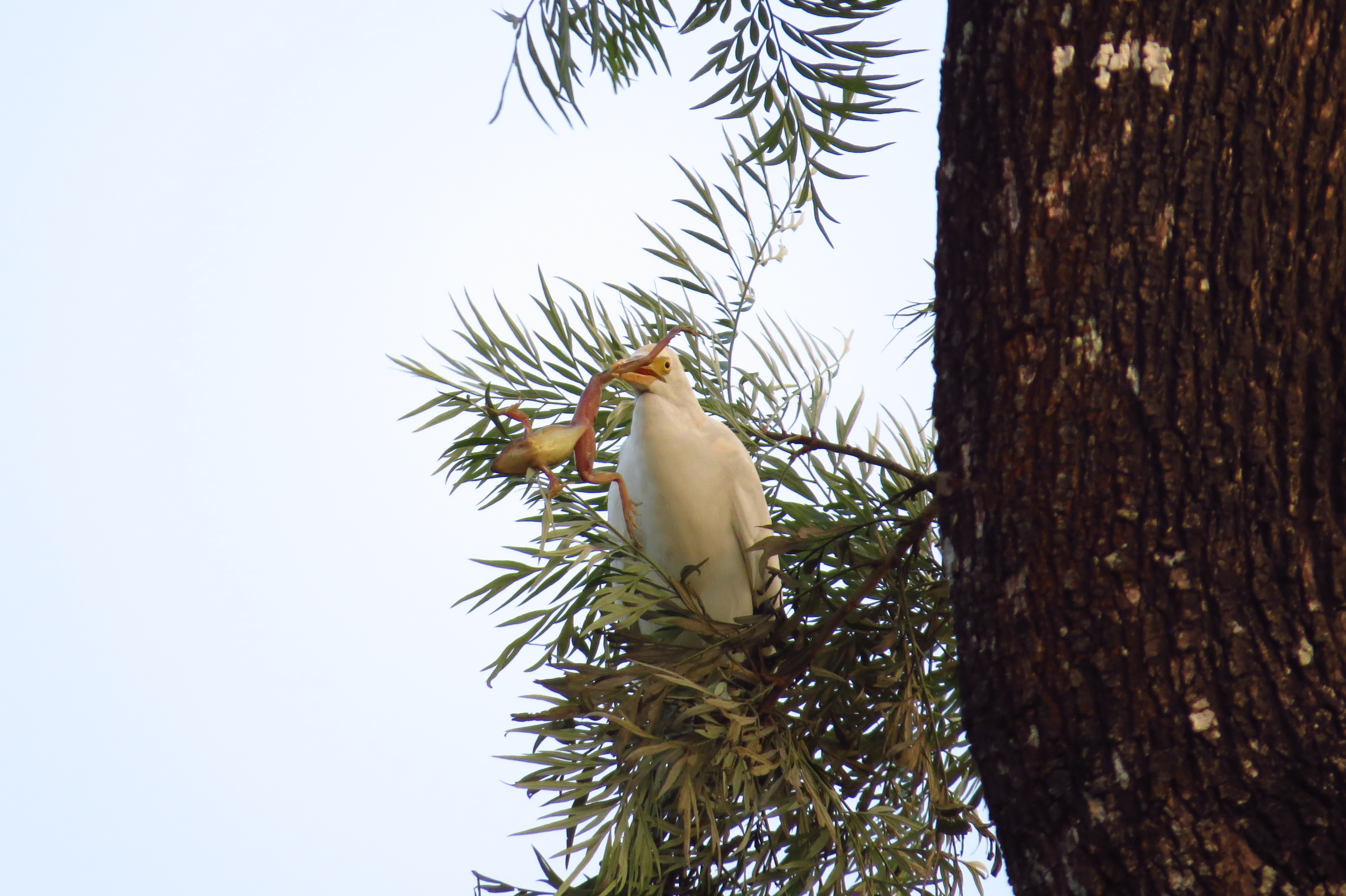
volavka rusohlavá s úlovkem
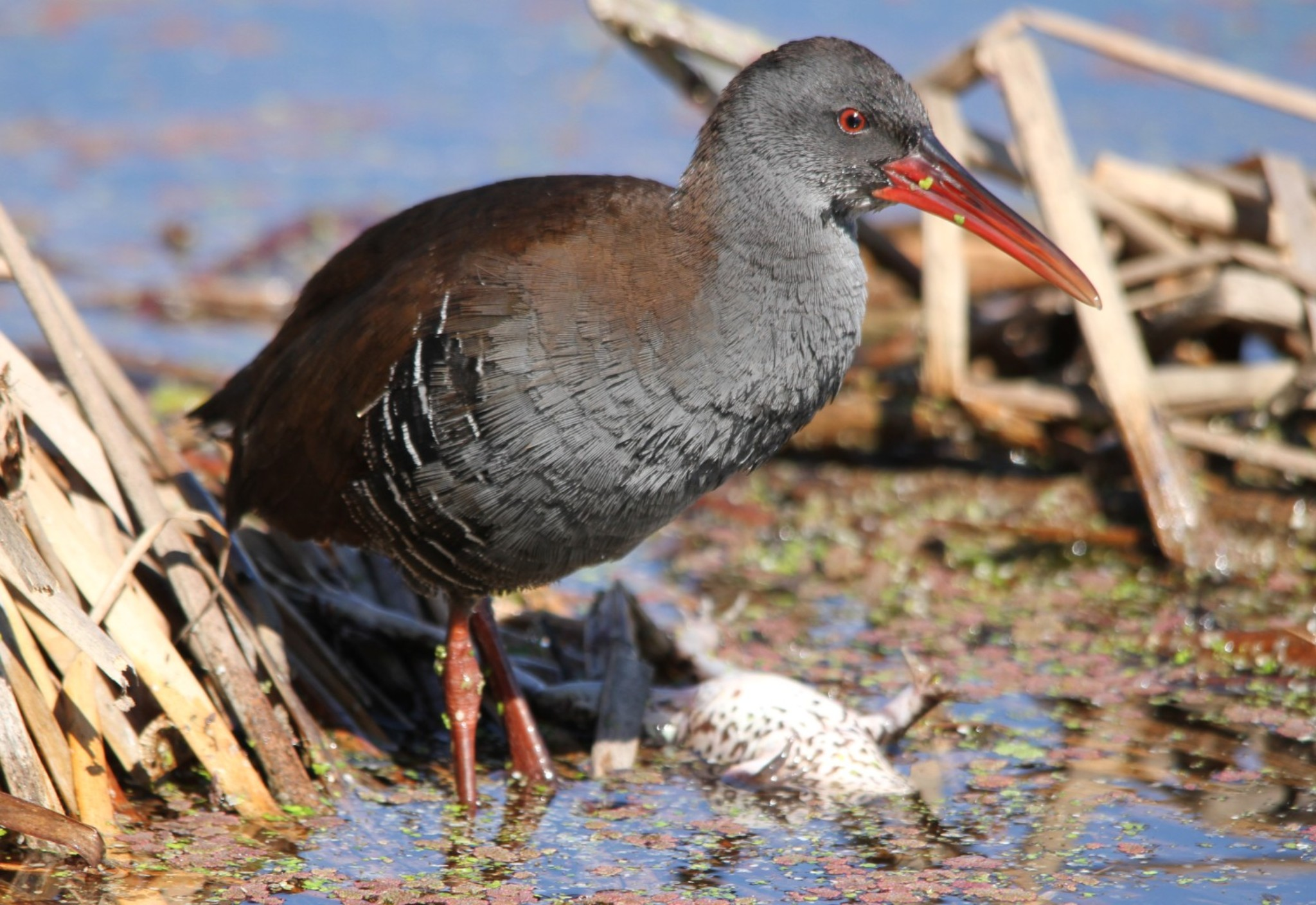
chřástal rákosní s úlovkem
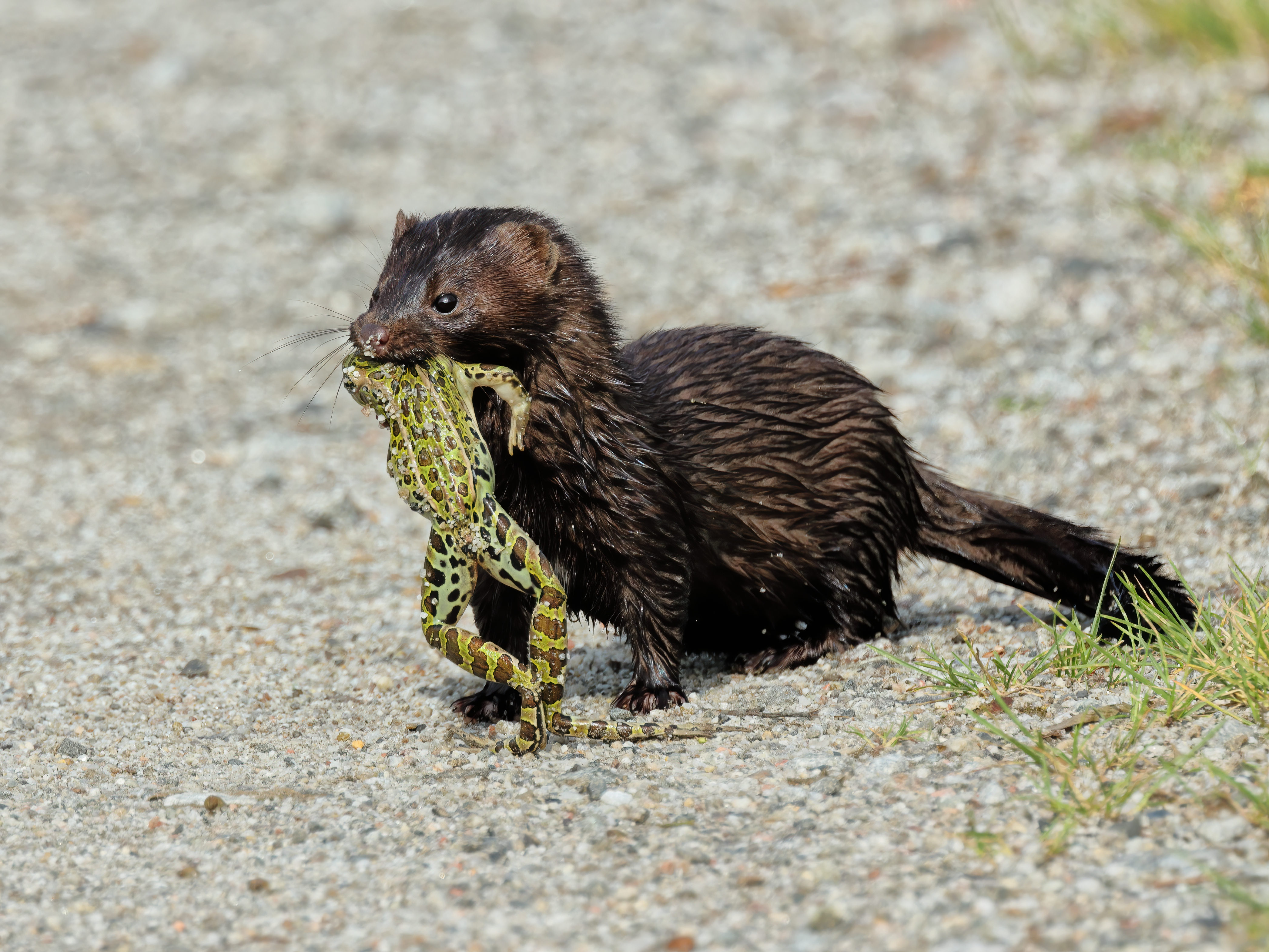
norek americký se skokanem levhartím; Quebec
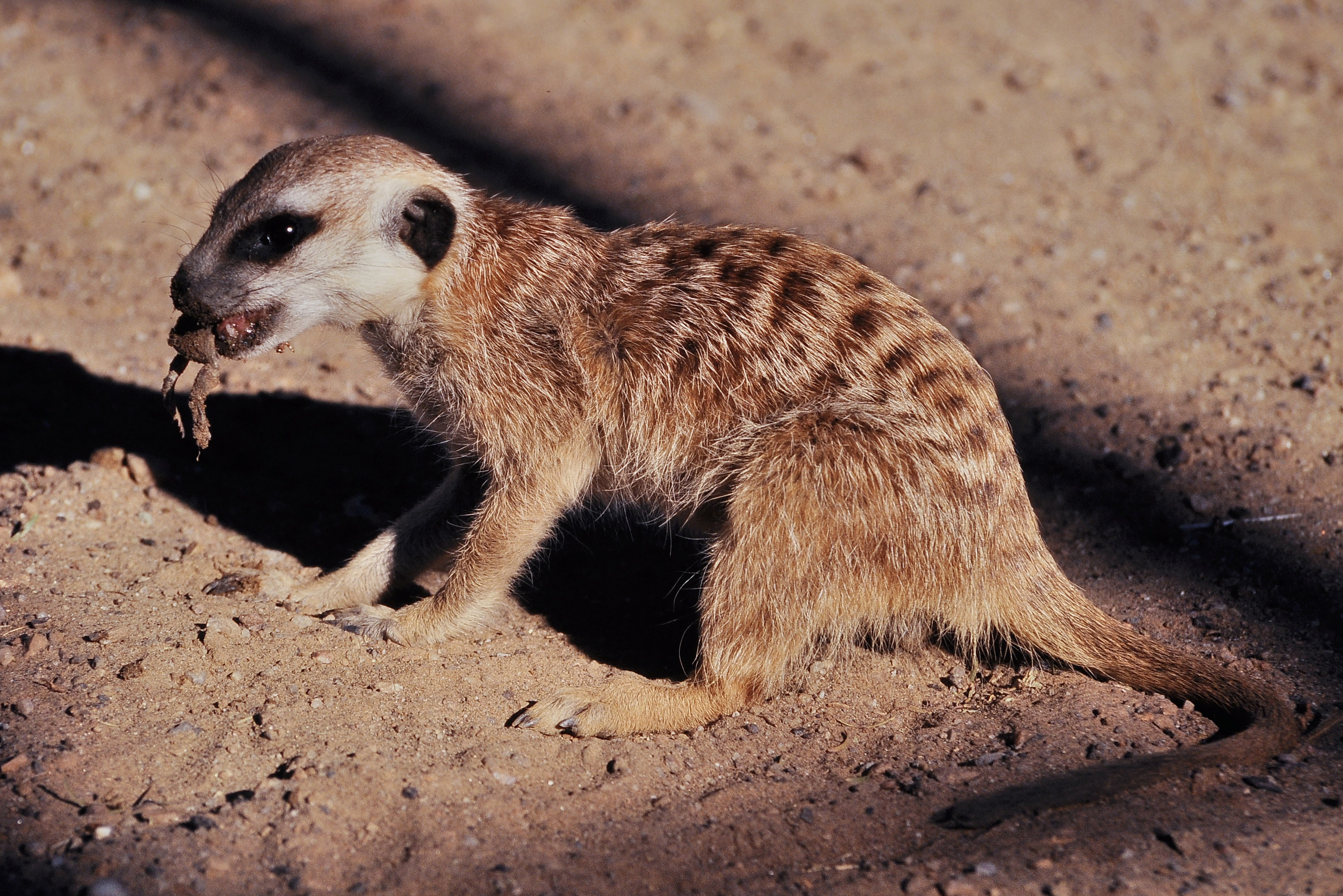
surikata s úlovkem; Namibie
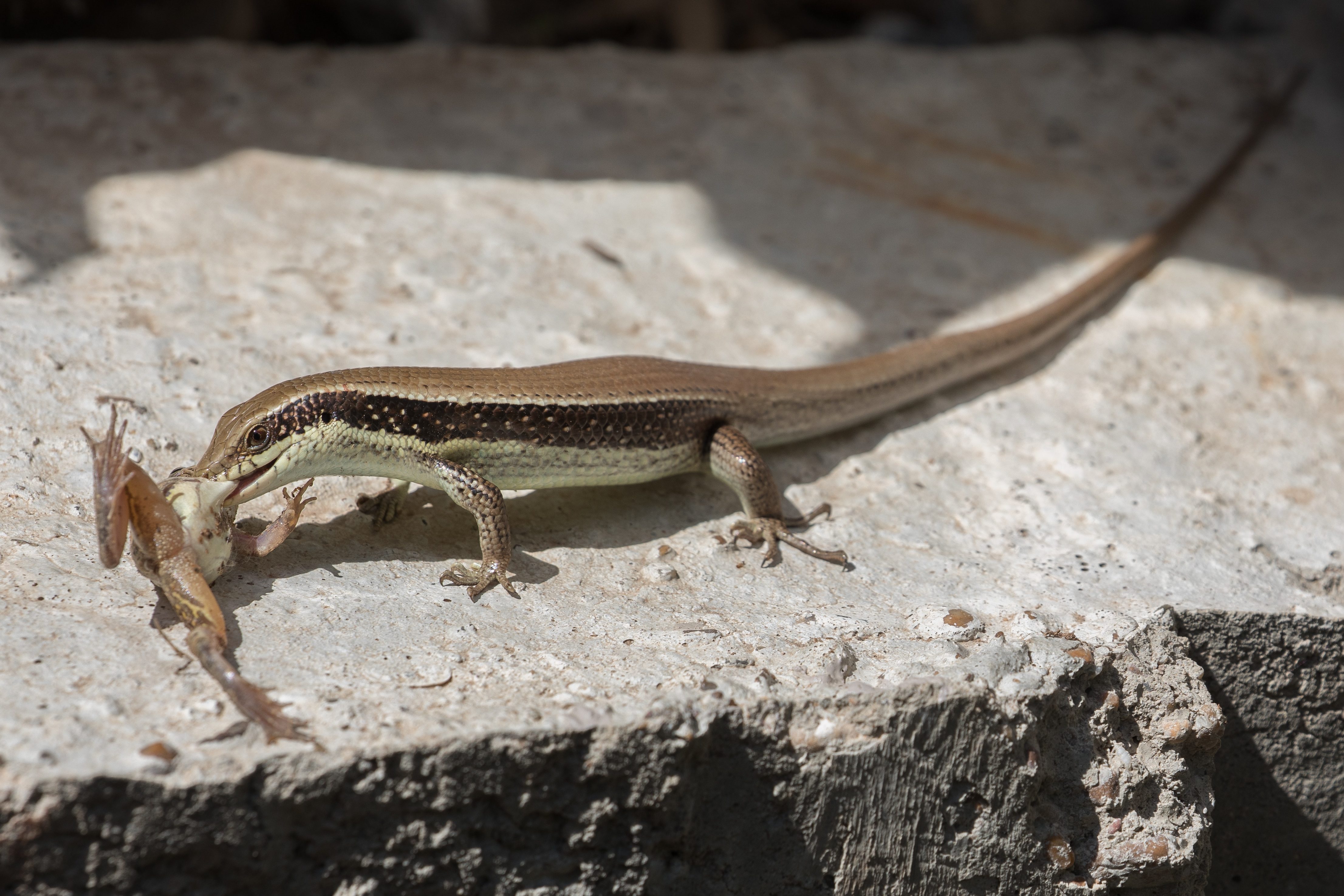
mabuja z čeledi scinkovití; Kambodža
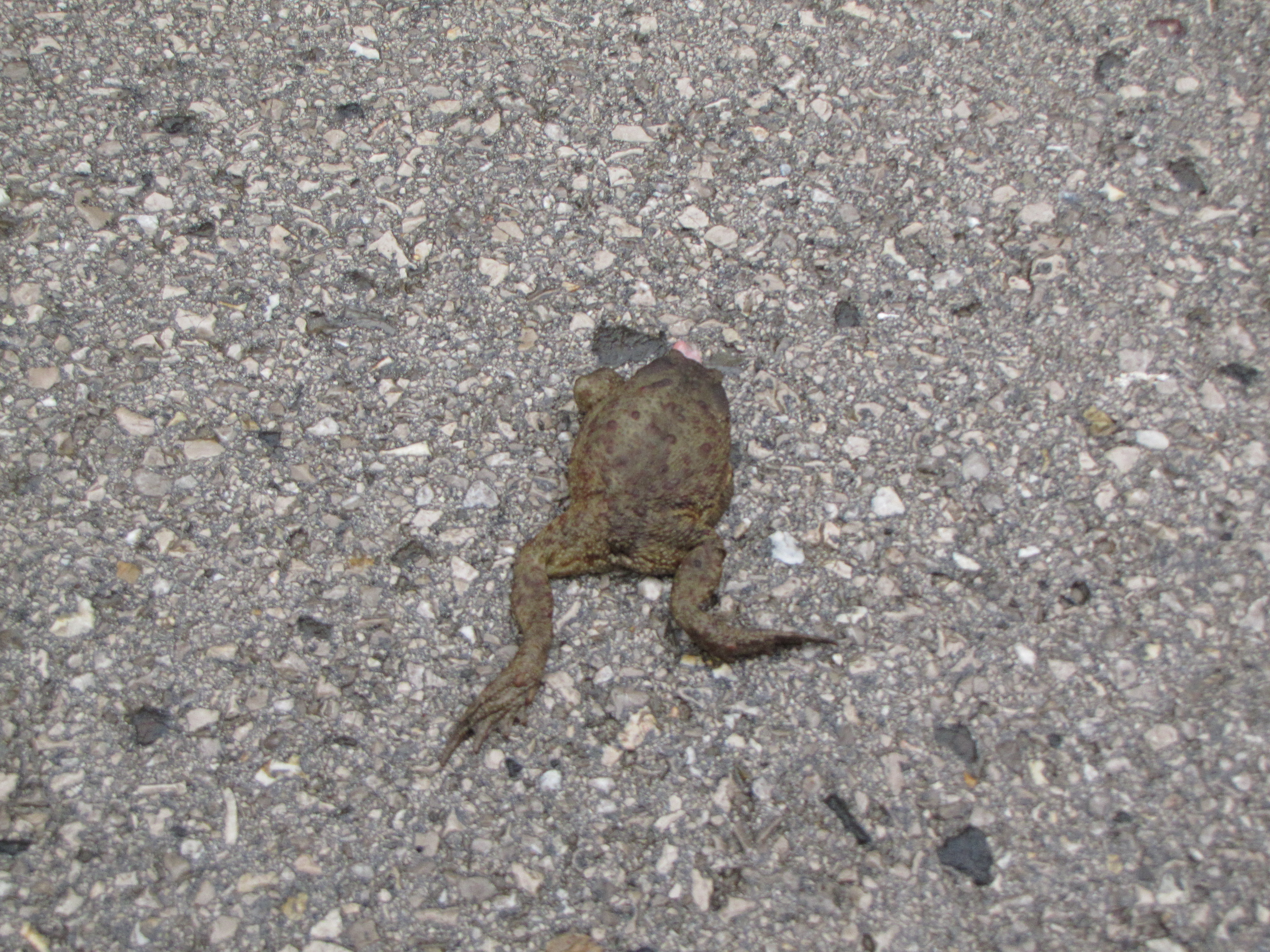
ropucha uhynulá na silnici
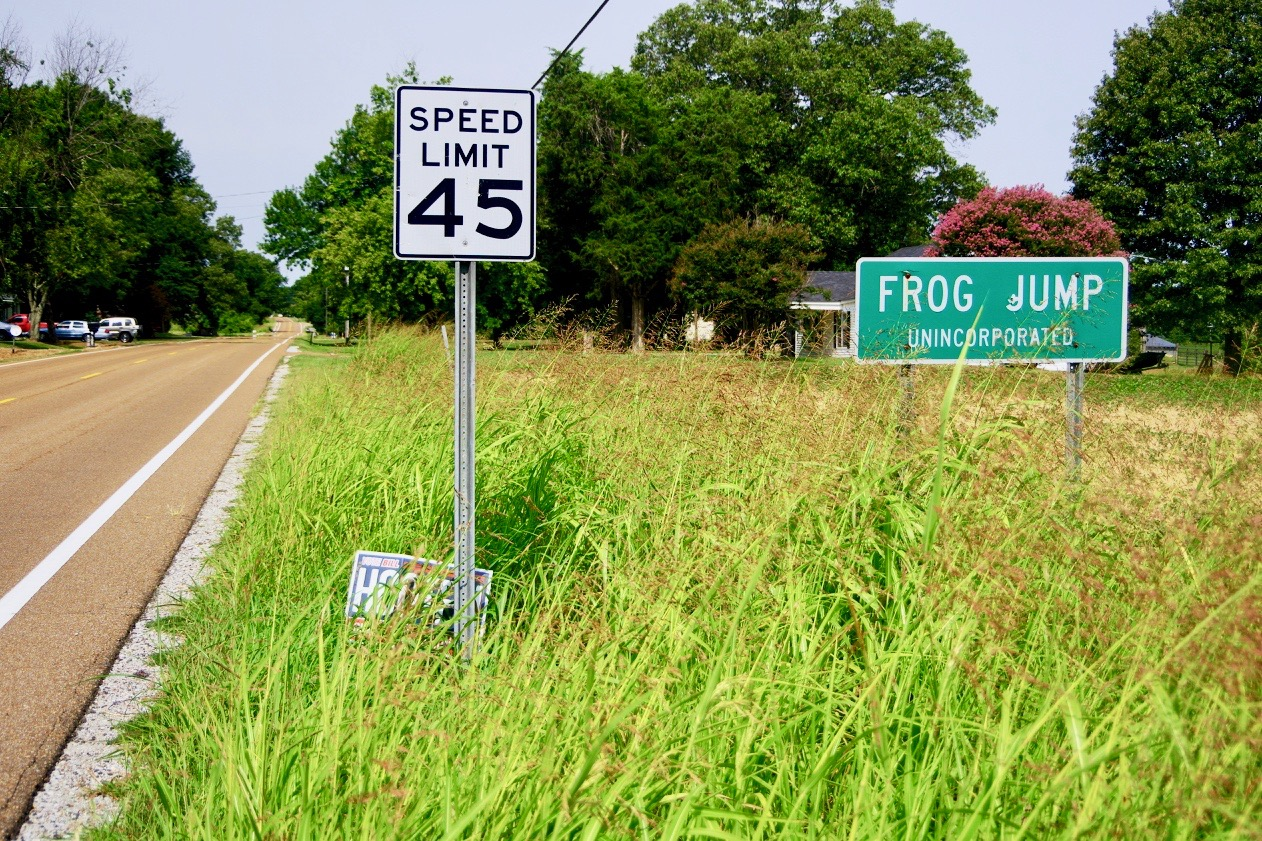
upozornění na migrující žáby
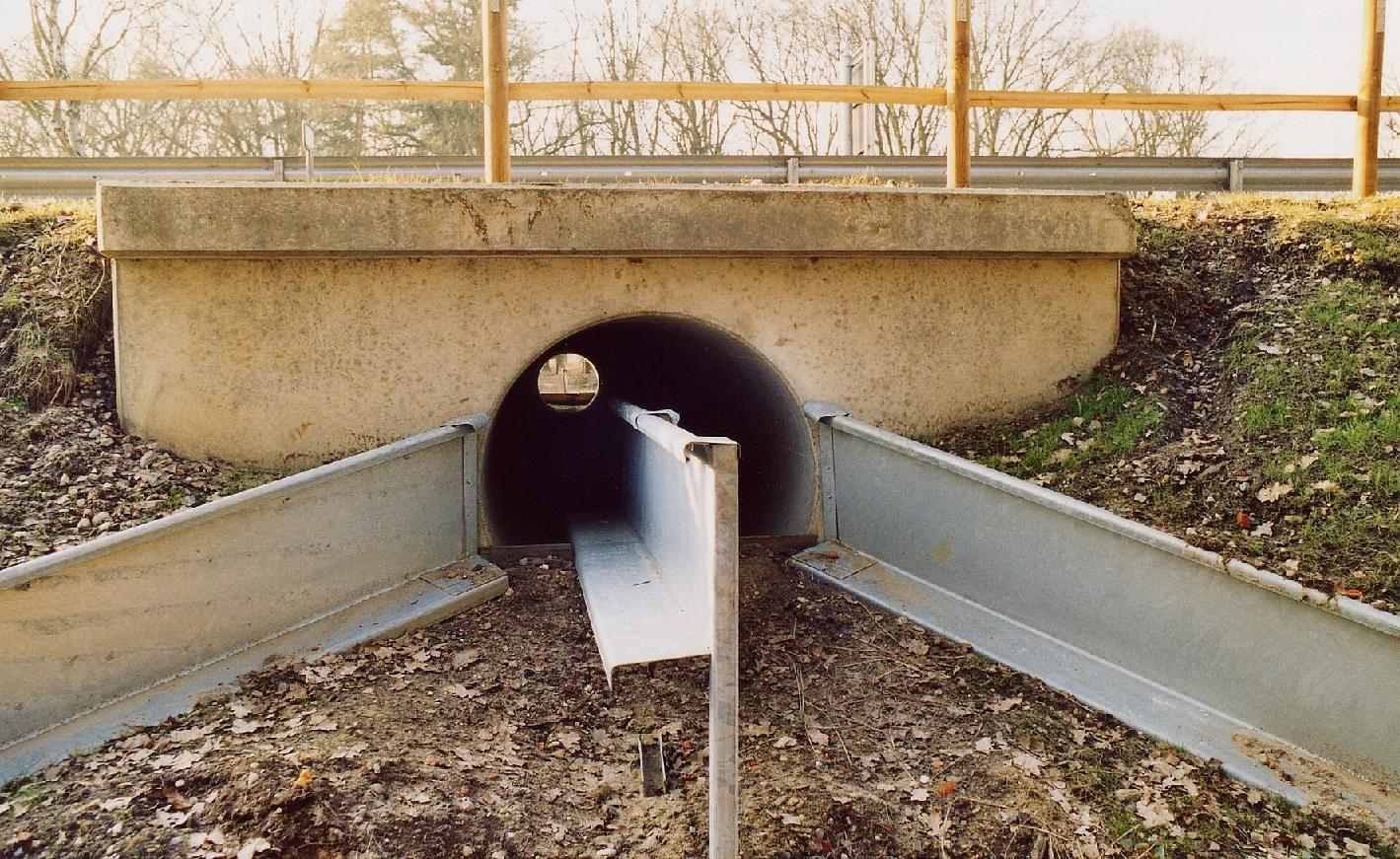
tunel umožňující bezpečný průchod pod silnicí
výstražná dopravní značka

## Ohrožení žab

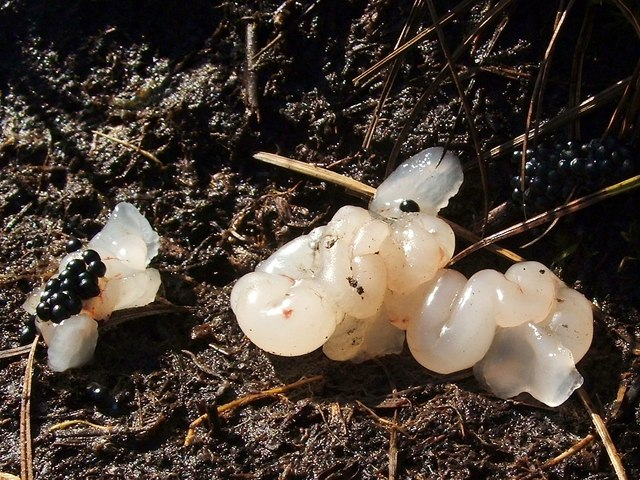
Mysteriózní star jelly; vajíčka a gelovité vejcovody; Skotsko 2009

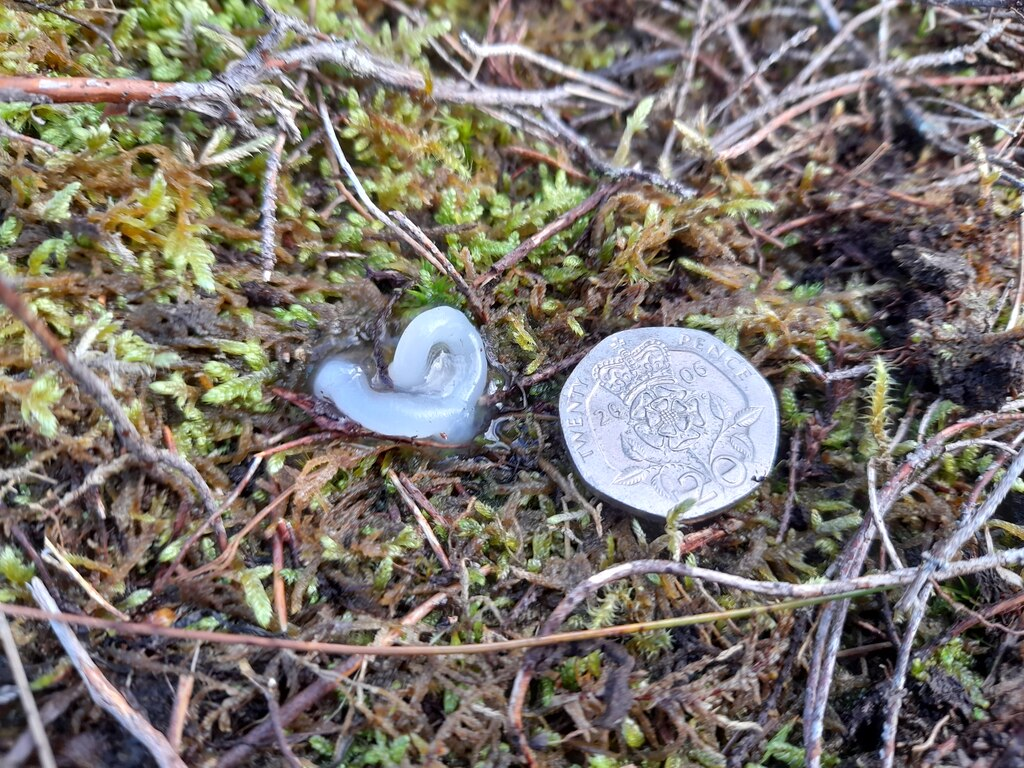
Gelovitý vejcovod; Skotsko 2022

V současnosti je řada druhů ohrožena ztrátou životního prostředí způsobenou člověkem, jeho expanzí (mýcení lesů kvůli plantážím, těžba dřeva, kovů včetně zlata, drahých kamenů), znečišťováním životního prostředí chemikáliemi a související ztrátou biodiverzity, mezinárodním obchodem přispívajícím k šíření nemocí žab, obchodem se zvířaty aj. Lidé patrně nesou zodpovědnost i za úhyn různých druhů žab tím, že v minulosti (ve 30. až 60. letech 20. stol.) dováželi z Jižní Afriky do laboratoří na celém světě drápatku vodní kvůli těhotenským testům, které se na ní prováděly. Některé z dovezených žab byly puštěny na svobodu nebo utekly, přičemž drápatka byla skrytým přenašečem zhoubné houby Batrachochytrium dendrobatidis, která zpúsobuje nemoc zvanou chytridiomykóza. Žáby vyhynulé nebo pravděpodobně vyhynulé vlivem chytridiomykózy zahrnují přes 90 druhů (hlavně z temperátní až tropické východní Austrálie a ze Střední Ameriky).

## Fenomén „star jelly“
Star jelly je nejčastěji nalézáno v podobě průhledných až mléčných gelovitých hrudek, někdy doprovázených černými kuličkami. Vše nasvědčuje tomu, že se jedná o bobtnající žabí vejcovody, případně shluk neoplodněných vajíček (černé kuličky), které na místě zanechal predátor, jenž vejcovody vytrhal. Star jelly představuje zajímavý fenomén, přičemž lidé se s tímto přírodním úkazem setkávají od 14. století.

## Ochrana žab v Česku
Existují v zásadě čtyři základní způsoby ochrany obojživelníků; měly by být prováděny zároveň.
- ochrana nejvýznamnějších míst výskytu;
  - ochrana území v souladu se zájmy Evropské unie – Natura 2000;
  - územní systém ekologické stability (Vzájemně propojený soubor přirozených i pozměněných, avšak přírodě blízkých ekosystémů, které udržují přírodní rovnováhu. Je složen z biokoridorů, sloužících k propojení stanovišť a ekosystémů a biocenter zajišťujících podmínky pro dlouhodobé přežívání organismů. Bývá doplněn o interakční prvky – často se systémem nepropojené, například meze, remízk.);
  - významné krajinné prvky;
  - přechodně chráněné plochy;
  - přírodní památky;
  - přírodní rezervace;
- osvěta veřejnosti – šíření populárně-naučných informací a vzdělanosti;
- praktická péče o lokality výskytu;
- zajištění bezproblémové migrace v krajině, příp. záchranný transfer (podchody, propustky pod komunikacemi, bariéry, propadávací rošty, směrovací mříže v korytě toku nebo kamenný práh).

Trvalé zábrany, podchody a propustky je třeba udržovat, jinak nemají význam. K problematice ochrany žab a dalších obojživelníků viz .

## Druhy žijící v Česku
Z přibližně 2500 druhů žab známých v současnosti žije v Česku 13 druhů. Kromě skokana hnědého jsou všechny chráněny zákonem. Žádný z chráněného druhu nesmíme jakkoliv ohrožovat.

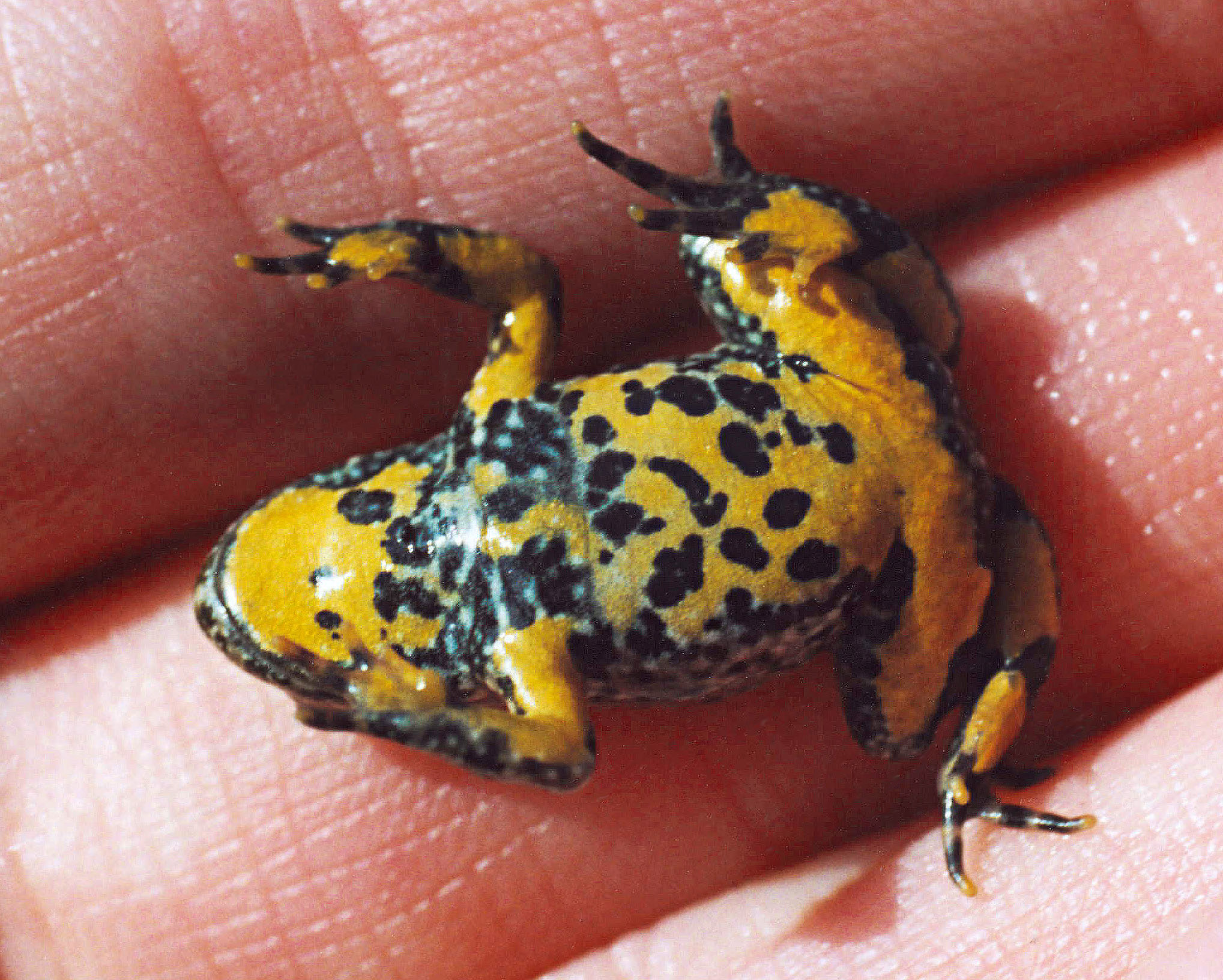
Srovnání velikosti kuňky žlutobřiché

- kuňky – jsou většinou šedé a na břichu mají oranžové nebo žluté skvrny. Při ohrožení se otočí na záda, propnou tělo a barevnými skvrnami odpuzují predátora.
  - kuňka obecná
  - kuňka žlutobřichá
- skokani – jeden z nejrozmanitějších a na určení druhu nejobtížnějších rodů. Nohy mají ze všech žab nejlépe uzpůsobeny ke skákání.
  - skokan hnědý
  - skokan zelený
  - skokan krátkonohý
  - skokan ostronosý
  - skokan skřehotavý
  - skokan štíhlý
- ropuchy
  - ropucha obecná
  - ropucha krátkonohá
  - ropucha zelená
- rosnička – má na koncích prstů přísavné disky
  - rosnička zelená
- blatnice – má oválné oči, seshora dolů
  - blatnice skvrnitá

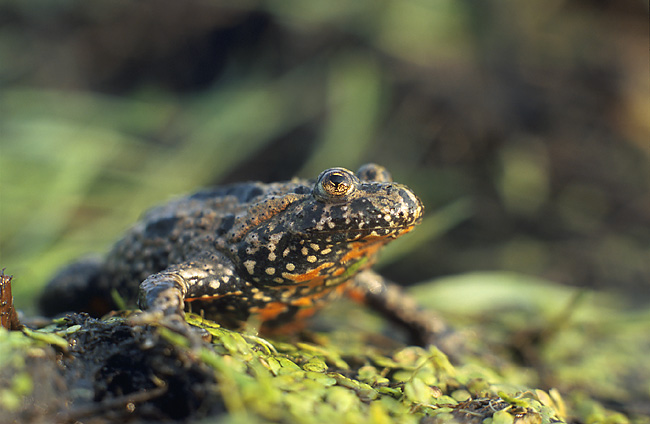
kuňka obecná
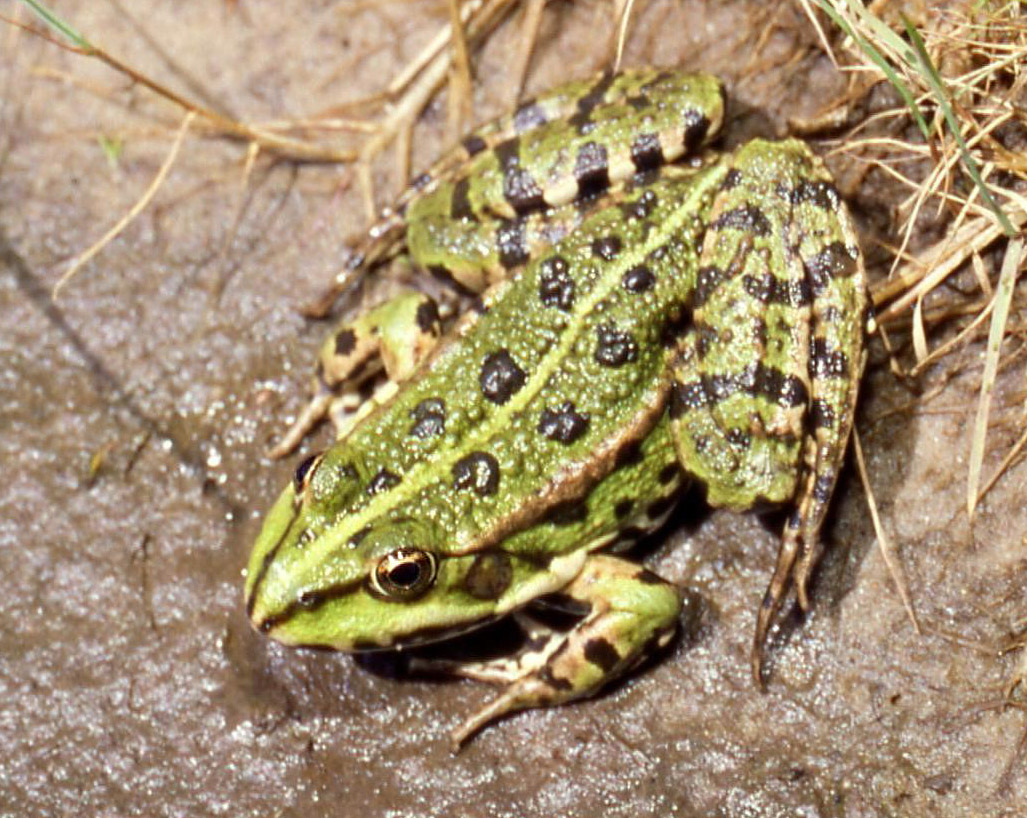
skokan skřehotavý
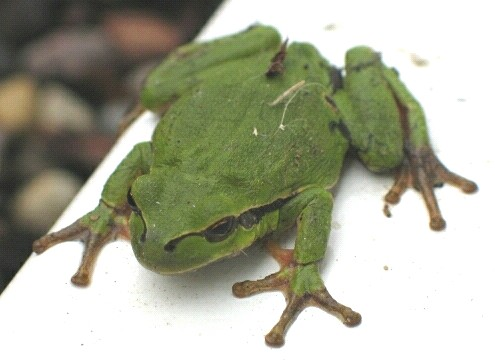
rosnička zelená
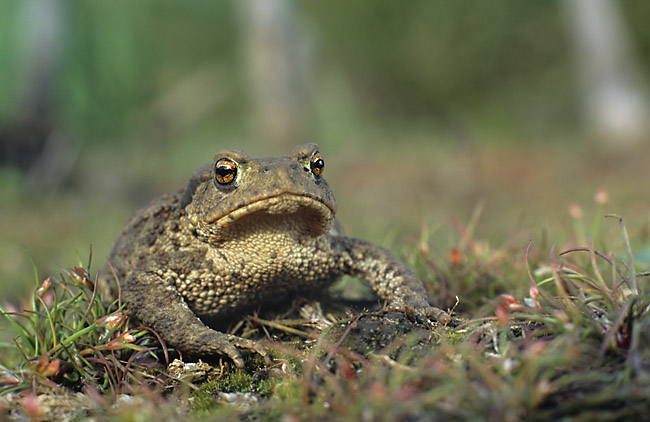
ropucha obecná
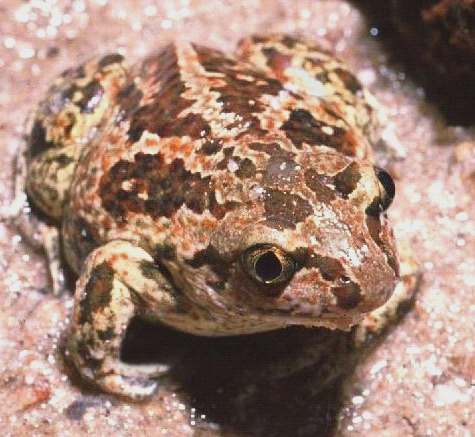
blatnice skvrnitá
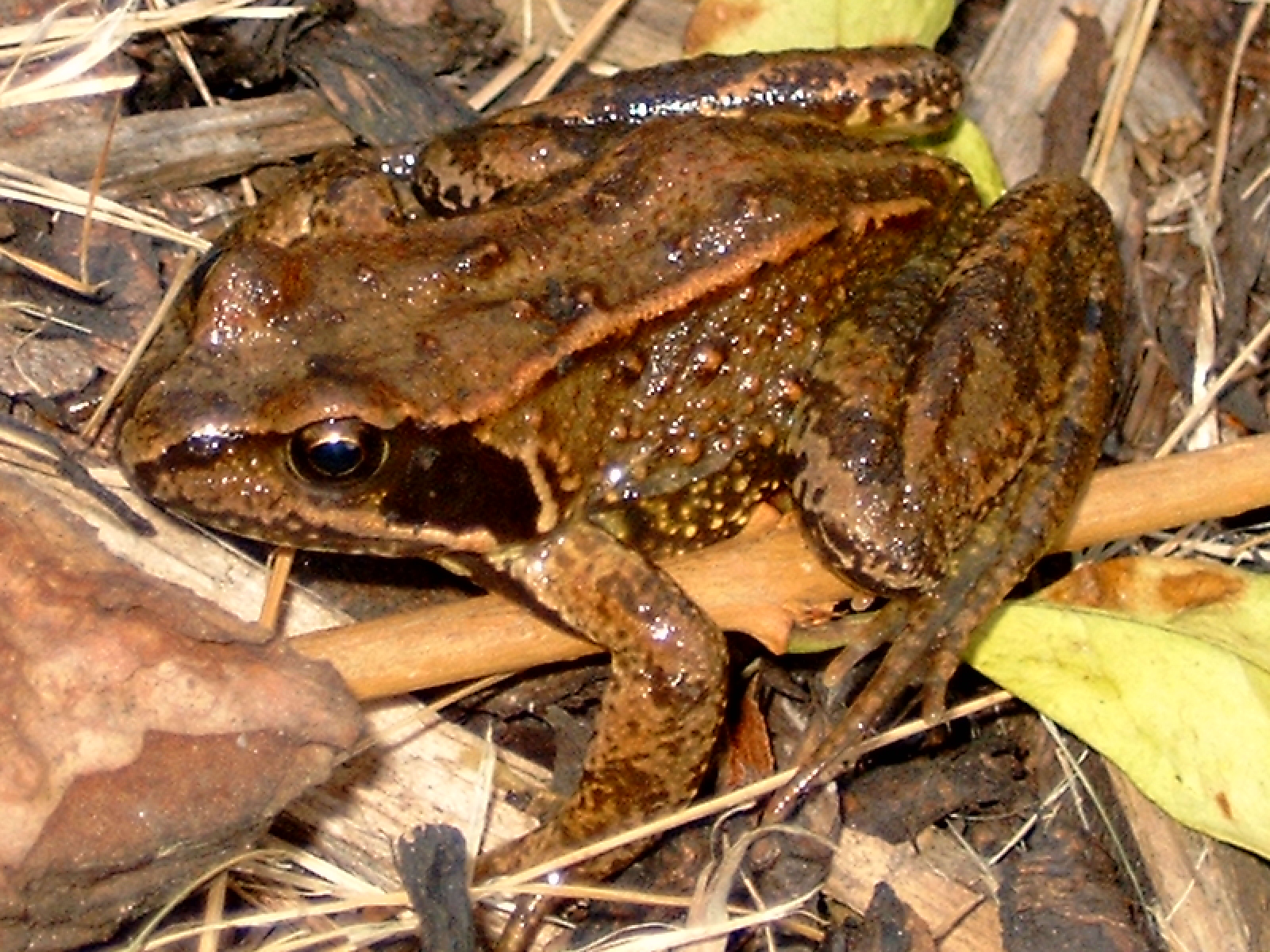
skokan hnědý
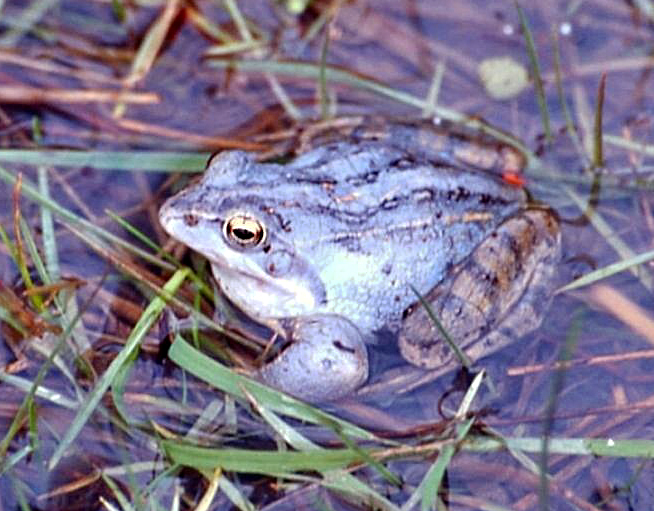
skokan ostronosý, samec
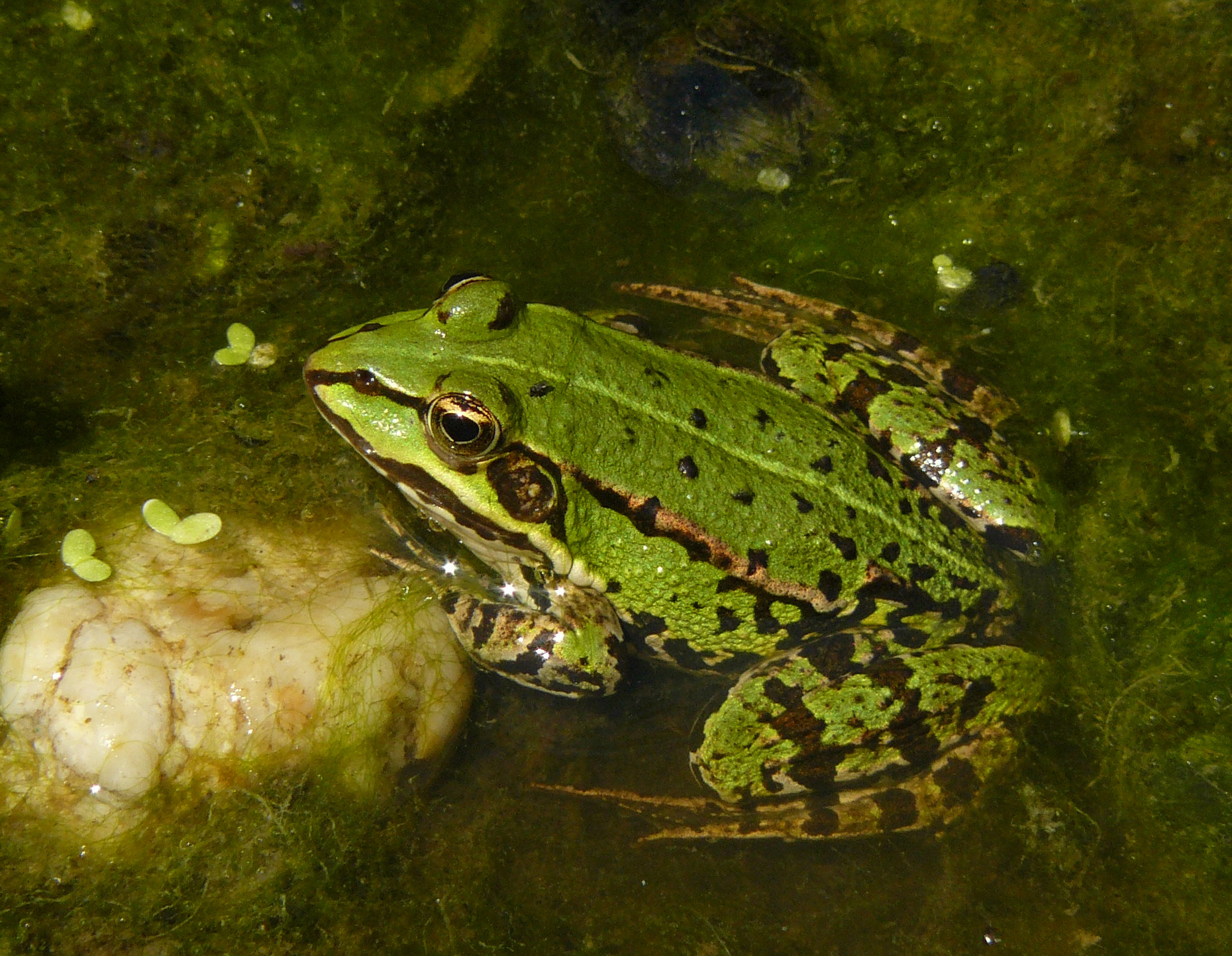
skokan zelený

## Zajímavosti

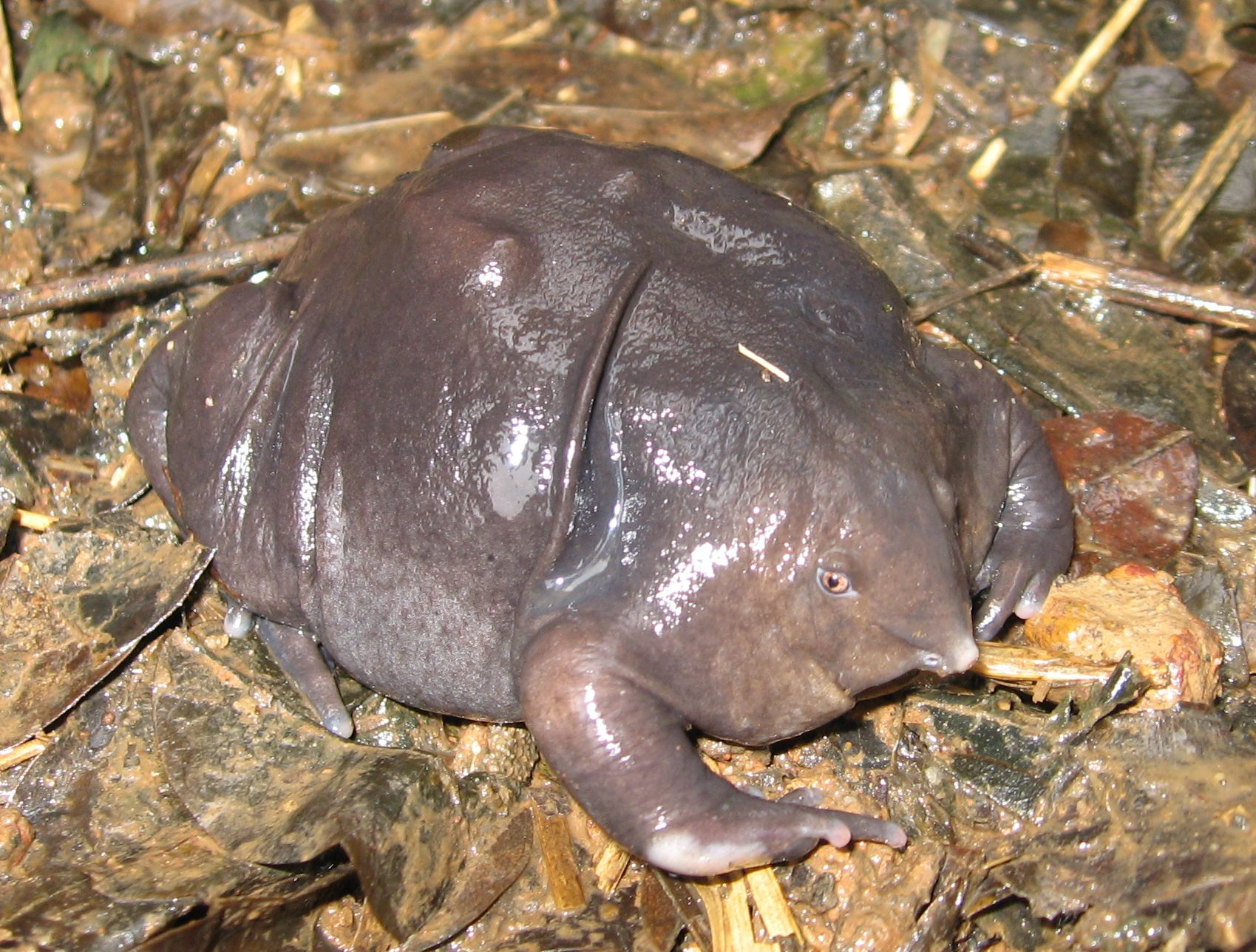
Nasikabatrachus sahyadrensis

- V indické Kérale byla objevena fialová bachratá žába s malýma očkama a rypáčkem a vědecky pojmenována Nasikabatrachus sahyadrensis (2003). Tělesná stavba naznačuje, že je přizpůsobena hrabavému způsobu života. Její objev je výjimečnou událostí, protože nejde pouze o nový druh, ale i nový rod a čeleď (nová žabí čeleď byla  naposledy popsána v roce 1926). Je považována za živoucí fosilii.[56]
- Netopýr listonos žábožravý (Trachops cirrhosus) z čeledi listonosovití loví různé druhy žab a je schopen rozlišovat volání různých druhů. Před velkými druhy dává přednost menším – loví například rosněnku Fleischmannovu (Hyalinobatrachium fleischmanni), hvízdalku pěnodějnou (Physalaemus pustulosus) aj. raději než hvízdalku pětiprstou (Leptodactylus pentadactylus), která je větší. Také preferuje nejedovaté žáby – kasinu Boulengerovu (Hylambates boulengeri) – před jedovatými (ropucha Rhinella roqueana), i když loví i jedovaté. Jeho slinné žlázy mohou uvolňovat větší množství slin, čímž se ředí toxiny vylučované kůží žab. Predace žab listonosem žábožravým pravděpodobně ovlivnila vývoj vokalizace žab v tropech – například sameček hvízdalky pěnodějné se přestane ozývat, jakmile hrozí, že by jej listonos detekoval.[57]
- Žáby mají více receptorů pro vnímání hořké chuti než člověk. Člověk jich má přibližně třicet, žáby více než padesát.[58]
- Pranostika praví, že ozývá-li se za dne rosnička a jiných žab hojné křehocení, déšť je nablízku. Rosnička se však ozývá jen za hezkého počasí. V deštivých a chladných dnech se neozývá.
- Rosnička lezoucí ve sklenici po žebříčku nahoru (údajně bude hezky) a dolů nemá s budoucím počasím nic společného. Důvod, proč rosnička leze po žebříčku, je touha po troše pohybu ve stísněné prostoře sklenice. Proto ji nelovme a do sklenic nestrkejme.
- Žába se může utopit. Dochází k tomu zejména tehdy, když má nádrž s vodou kolmé stěny.[59] Samička některých druhů se může utopit i při vícečetném amplexu.[60]
- Významnou složku potravy tchoře jsou žáby, respektive ropuchy. Některé populace tchoře se specializují, přičemž se často zaměřují na žáby. Tchoř o hmotnosti jednoho kilogramu spotřebuje denně osm až deset žab (nebo stejné množství drobných hlodavců). Sekret z kůže ropuchy odstraňuje tchoř tak, že válí žábu po zemi. Tchoř také může lokalizovat a vyhrabat zimující žábu ve vrstvě bláta hluboké až 30 cm, případně pod sněhovou pokrývkou až metr vysokou. Vysokou konzumaci ropuch v zimě si odborníci vysvětlují i tím, že si tchoř ponechává v zásobě ropuchy, které ulovil během roku a které jsou paralyzované.[39]
- Ve středověku připadalo mravokárné společnosti rozmnožování určitých žabích druhů hanebné, přestože je projevem jejich přirozeného chování. Lidem se mohlo zdát vulgární, nestoudné a zavrženíhodné. Například o ropuchách se ve středověkých a raně novověkých textech nedočteme nic pozitivního. Obvykle byly považovány za „průvodkyně“ čarodějnic a dalších bytostí temna.[61]
- Naproti tomu ve starověkém Egyptě byly žáby považovány za posvátné. Když se objevily, znamenalo to déšť, a lidé věděli, že mohou začít sít a sázet polní plodiny.[62]
- V krajině Česka způsobuje výrazný úbytek obojživelníků vysoká obsádka rybníků rybami (štikami, okouny a kapry). Většina druhů se v takovém rybníce nemůže úspěšně rozmnožovat kvůli predaci a potravní konkurenci. Problémem je i zarůstání pobřežního pásma stojatých vod (litorál) porostem nevhodným pro žáby i jiné obojživelníky, resp. zanedbávání péče o břehový porost majitelem rybníka. Břeh tak zarůstá dřevinami.[63]
- Žáby nemohou způsobit na rybí obsádce rybníka žádnou škodu.[59]
- Světová asociace zoologických zahrad a akvárií vyhlásila rok 2008 rokem žáby. Cílem bylo upozornit na nebezpečí, kterým žáby čelí, a na potřebu jejich ochrany.
- omyly, pověry
  - Žabinec (žabí vlas) nemá se žábami nic společného. Velké shluky zelených chuchvalců a provazců plující někdy na hladině jsou řasy (jeden z rodů zelených řas). Vyskytují se ve vodě s vysokým obsahem živin. Žábám a ostatním obojživelníkům vadí, protože narušují prostředí vhodné k vývoji larev včetně pulců.[59]
  - Představa, že žába může v období páření zahubit rybu (vypíchnout jí oči aj.) tím, že se jí přichytí, je mylná. Samečci skokana hnědého a zejména ropuchy obecné se v období páření, chytají všeho, co jim alespoň trochu připomíná samičku jejich druhu. Dochází k tzv. pářicímu omylu, při němž se chytají kořenů, větví, uhynulých živočichů či jiných obojživelníků (žab jiného druhu, mloků) ve snaze spářit se s nimi. Občas se stane, že se přichytí na uhynulou či dokonce živou rybu. Jsou zdokumentovány případy, kdy se samec ropuchy pevně drží kapra v oblasti jeho očí. Ovšem na živou rybu se dokáže ropucha přichytit jen tehdy, když ryba plave pomalu (nemoc, jiné poškození) a tak jako tak by patrně uhynula. K tomuto chování dochází především u druhů, které se rozmnožují hromadně a jen v krátkém časovém období. Zdokumentován je i omyl skokana štíhlého či kuňky žlutobřiché. Marián Filípek uvádí, že to, že u samců některých druhů žab dochází k pokusům o kopulaci s jinými druhy obojživelníků nebo jinými vodními obratlovci či dokonce s neživými objekty, je všeobecně známé.[60][64][59]